# Культура Волгограда
Волгоград располагает развитой сетью учреждений культуры и искусства.

### Музеи

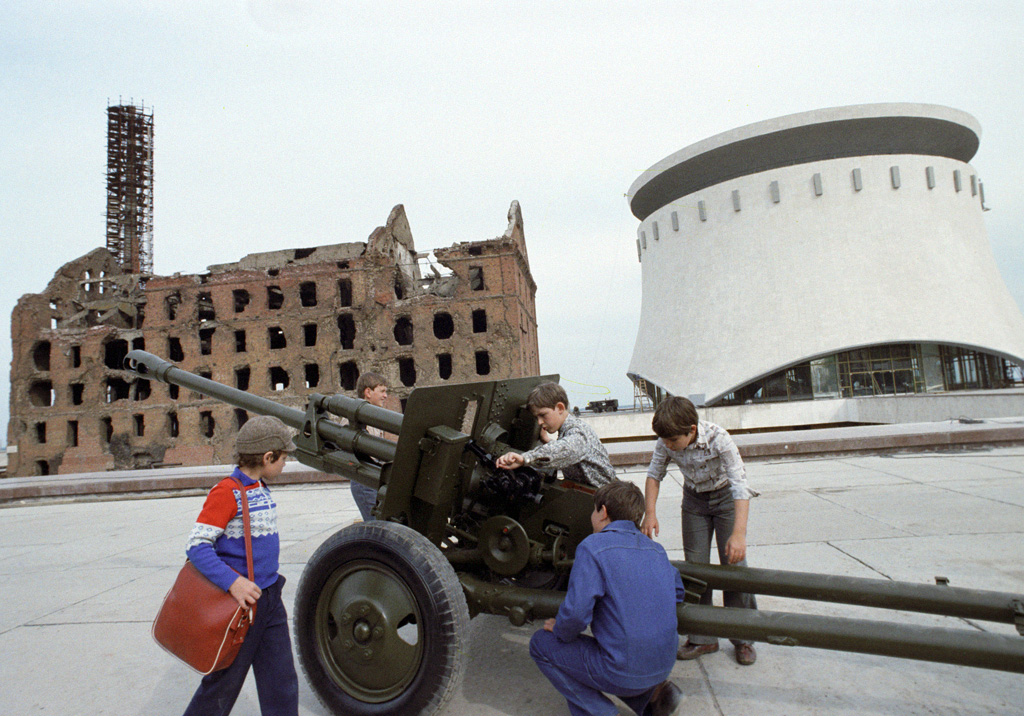
1982 год. Музей-панорама «Сталинградская битва»

Музейному делу в Царицыне положил начало Пётр I, подарив в 1722 году горожанам свои картуз и трость. Подарок Петра не был уникальным, это обычная черешневая палка и войлочный головной убор, но благодаря легендарной личности они стали первыми городскими реликвиями и все последующие годы по настоящее время демонстрируются как музейные экспонаты. Но это были экспонаты городского магистрата (нынешней аналог — мэрия), а первый музей Царицына — Краеведческий, основан в 1914 году в здании Дома Науки и Искусств (сейчас расположен в здании бывшей земской управы).
В 1937 году советской властью был основан 2-й музей города — Музей Обороны Царицына. А уже на следующий 1938 год был арестован и расстрелян его директор и основатель — В. М. Алексеев. После Сталинградской битвы музей дополнился многочисленными экспонатами 1942—1943 годов, и стал музеем «Обороны Царицына-Сталинграда». В 1984 году был основан музей «Сталинградская Битва», в его монументальное здание Панорамы переданы экспонаты ВОВ, и музей опять стал специализироваться на Обороне Царицына. С 1991 года, в отличие от советских времён, посвящён памяти обеих сторон гражданской войны, в том числе Белой гвардии.
Музей-панорама «Сталинградская битва» стал самым большим и известным музеем Волгограда. Расположен на месте «Пензенского узла обороны» — группы зданий вдоль улицы Пензенской (сейчас — Советская), которые обороняла 13 гвардейская дивизия. Включает в себя Мельницу Гергардта, панораму Сталинградской битвы — самое большое живописное полотно России, экспозицию советской военной техники 1940-х годов, стелу городов героев, многочисленные экспонаты оружия и наград, личные вещи военного быта генералов и простых солдат. Рядом расположен переживший бои Дом Павлова.
В 1960 году открыл свои двери Волгоградский музей изобразительных искусств имени Машкова, специализирующийся на творчестве сталинградских/волгоградских художников и скульпторов. В 1989-м открылся музей Старая Сарепта — посвящённый памяти немецких колонистов XVIII века. Музей стал ядром центров немецкой, калмыцкой, татарской и русской культуры, открыта библиотека на немецком языке. На базе завода весоизмерительной техники в 2009 году открыт музей мер и весов. В историческом здании городской водокачки в 2010 году открыт самый молодой музей города, посвящённый городскому водоснабжению «Водоканал».

### Театры и музыка
До второй половины XVIII века театральное искусство в Царицыне существовало в виде народных балаганов. Первое упоминание о возникновении театра даёт саратовский полицмейстер в 1872 году: «В Саратовской губернии имеется три театра: два в Саратове, летний и зимний, третий в Царицыне в частном каменном здании, принадлежащем купцу Калинину, и содержится почётным гражданином Александром Астаповым, по театру Ярославцевым». В 1882 году на месте нынешней станции метротрама «Пионерская» в пойме Царицы возник сад и вокзал (так тогда называли открытую сцену) «Конкордия», ставшим первым музыкальным театром города. «Конкордию» в 1905 году покупает царицынский промышленник Владимир Миллер и строит новое здание театра на 1300 посадочных мест (этот рекорд городом не достигнут и сейчас, у Волгограда нет таких больших помещений театров).
Конкордия превращается в знаменитую на всю Россию оперу, где выступали Фигнер, Шаляпин, Собинов и другие выдающиеся артисты.. В 1913 году царицынский купец, меценат и тенор-любитель Репников строит здание Дома науки и искусств на Александровской площади, где даёт представления Царицынский драматический театр.
Во время Первой мировой и Гражданской войн в зданиях театров находятся лазареты для раненых, с 1922-го в бывшей Конкордии даёт первые представления Сталинградский театр музыкальной комедии — будущий Волгоградский музыкальный театр, а в бывшем доме Науки и искусств Сталинградский музыкально-драматический театр — будущий НЭТ. В 1933-м дал первую премьеру городской ТЮЗ. В 1937 году самодеятельный театр кукол лесозавода признан профессиональным коллективом и через череду переименований стал областным Театром кукол. В последующие годы открылись театры: Волгоградский театр одного актёра (1989), Волгоградский музыкально-драматический казачий театр (1992), Царицынская опера (1993), Волгоградский молодёжный театр (2006), Волгоградская лаборатория современного театра (2008), Первый драматический театр (2012). Традицию первых выступлений оркестра Конкордия через 100 лет продолжает Волгоградский академический симфонический оркестр. В городе есть два органа — в центральный концертном зале и кирхе музея Сарепты.

### Кинотеатры
В 1915 году Владимир Миллер на месте нынешнего дома по улице Ленина, 6 строит первый в Царицыне кинотеатр «Парнас», который уже через 2 года будет национализирован и получит новое название — «Красноармеец». С 1920-х годов все городские церкви, кроме Казанского собора, были закрыты и переоборудованы под клубы, библиотеки и показ идеологически верного, восхваляющего новый советский уклад жизни кино. Так, в кинотеатры были переоборудованы церкви Сошествия Святого Духа (на этом месте жилой дом по улице Чапаева, 26), Святотроицкая церковь завода Дюмо и некоторые другие. В растущих рабочих посёлках Сталинграда строятся новые здания кинотеатров. Некоторые из них будут разрушены в дни Сталинградской битвы, некоторые по новым планам будет переведены в новые, более монументальные здания. До 1991 года в Волгограде действовали десятки кинотеатров, в настоящее время из «советских» показывают кино только в «Ударнике» Тракторозаводского района, остальные старые кинотеатры не выдержали конкуренцию с современными многозальными при торгово-развлекательных центрах. На 2015 год в городе действует 15 кинотеатров, из них 8 в технологии 3D и СинемаПарк в ТРЦ «Европа» — в технологии IMAX.

### Другие сферы
К наступающему в 1948 году 70-летию Сталина была приурочена постройка планетария. Сроки сдачи объекта затянулись, планетарий был сдан в 1954 году, но элементы посвящения юбилею — цифры 70 в плафонах светильников и других элементах декора остались до настоящего времени. Также сохранился портрет-панно Сталина из полудрагоценных камней, выложенный в фойе планетария, он был аккуратно замурован после смерти Сталина и без повреждений открыт в 2004 году. Специальное оборудование для планетария было подарено фирмой Carl Zeiss из ГДР. Планетарий был построен третьим в СССР после Московского и Киевского и одним из самых монументальных и красивых среди планетариев СССР.
Сталинградский цирк был построен в 1932 году в Тракторозаводском районе, открывал цирк прокурор Вышинский. Здание было разрушено в Сталинградской битве и как цирк не восстанавливалось, сейчас это овощной рынок. Нынешнее здание Волгоградского цирка было открыто в Центральном районе в 1967 году.
Первой библиотекой в Царицыне стал платный читальный зал при книжной лавке Апабеловой, открытый в 1894 году, хотя уже существовали закрытые для публики библиотеки при Общественном Собрании и Земской управе. Первая общественная библиотека открылась в 1900 году при помощи царицынского мецената Лапшина в здании 1 пожарной части. За 20 предвоенных лет был сделан огромный рывок в развитии библиотечного дела, были открыты десятки библиотек при учебных заведениях, заводах, в рабочих посёлках. Почти весь их книжный фонд погиб в дни войны, но был возрождён и приумножен за послевоенные годы. Сейчас в Волгограде действуют десятки библиотек, в том числе Областная библиотека имени Горького и Волгоградская областная специальная библиотека для слепых.

### Город в произведениях культуры
До второй половины XIX века Царицын был небольшим уездным городом с населением в несколько тысяч человек, в литературе своего времени он остался только в очерках путешественников. Исключения составляют описания восстаний Пугачёва, Булавина, Разина. Со второй половины XIX века Царицын завоёвывает статус промышленного и торгового центра региона, упоминание и описание нового — купеческого и ремесленного уклада его жизни на страницах книг и газет стало появляться значительно чаще.
В XX веке на жизнь города огромное влияние оказала Сталинградская битва, разделив все сферы жизни, в том числе и культуру, на «до» и «после». Поэтому сегодня документальные и художественные произведения о Царицыне—Сталинграде—Волгограде делятся на три основных периода:
- Царицын и довоенный Сталинград. Произведения: очерк «Царицынское пожарище» А. И. Куприна (1901), художественный фильм «Оборона Царицына» (1942 год), роман И. К. Реброва «Хищники» о строительстве Волго-Донской железной дороги (1959).
- Сталинградская битва. Самый упоминаемый период[10], нашедший отражение в наибольшем количестве произведений искусства о сражениях в городе. С развитием технологий появились компьютерные игры, в которых в трёхмерном пространстве по фотографиям и топографическим картам смоделированы здания Сталинграда 1942—1943 годов, где происходили самые известные уличные бои.
- Возрождённый из руин Волгоград. Произведения: стихотворение, ставшее песней «Растёт в Волгограде берёзка» Маргариты Агашиной (1962 год).

Волгоград в филателии

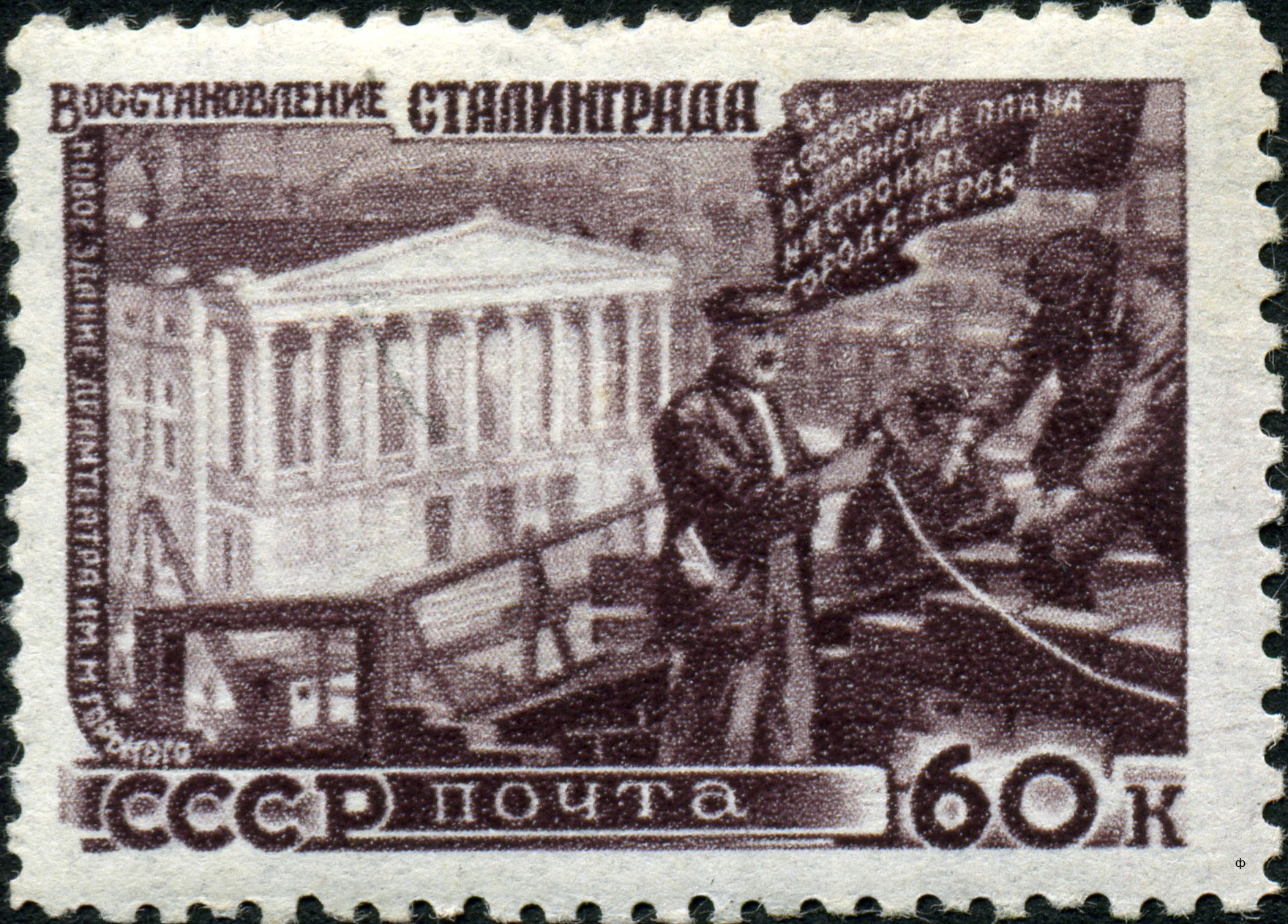
Театр НЭТ 1947
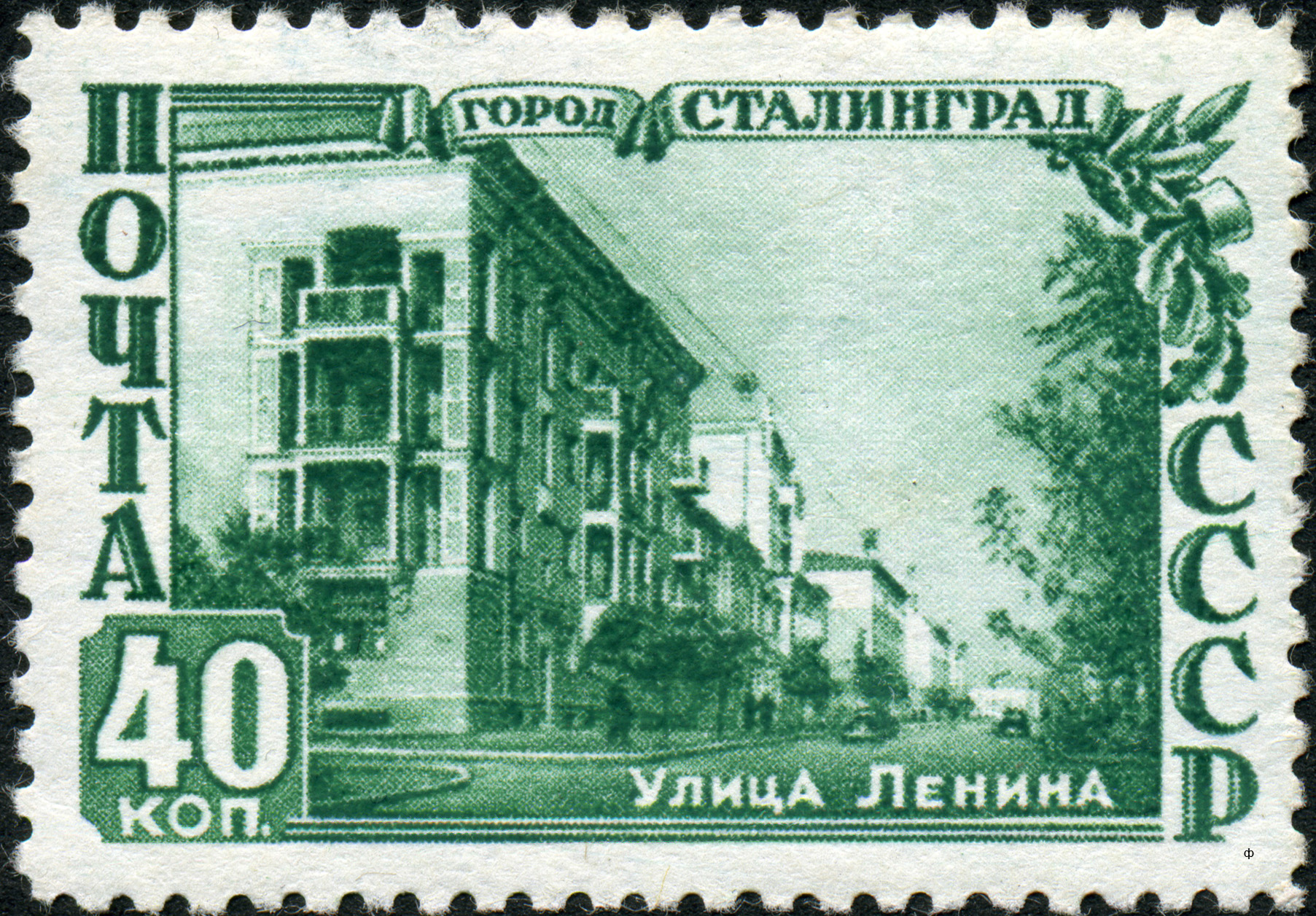
улица Ленина 1950
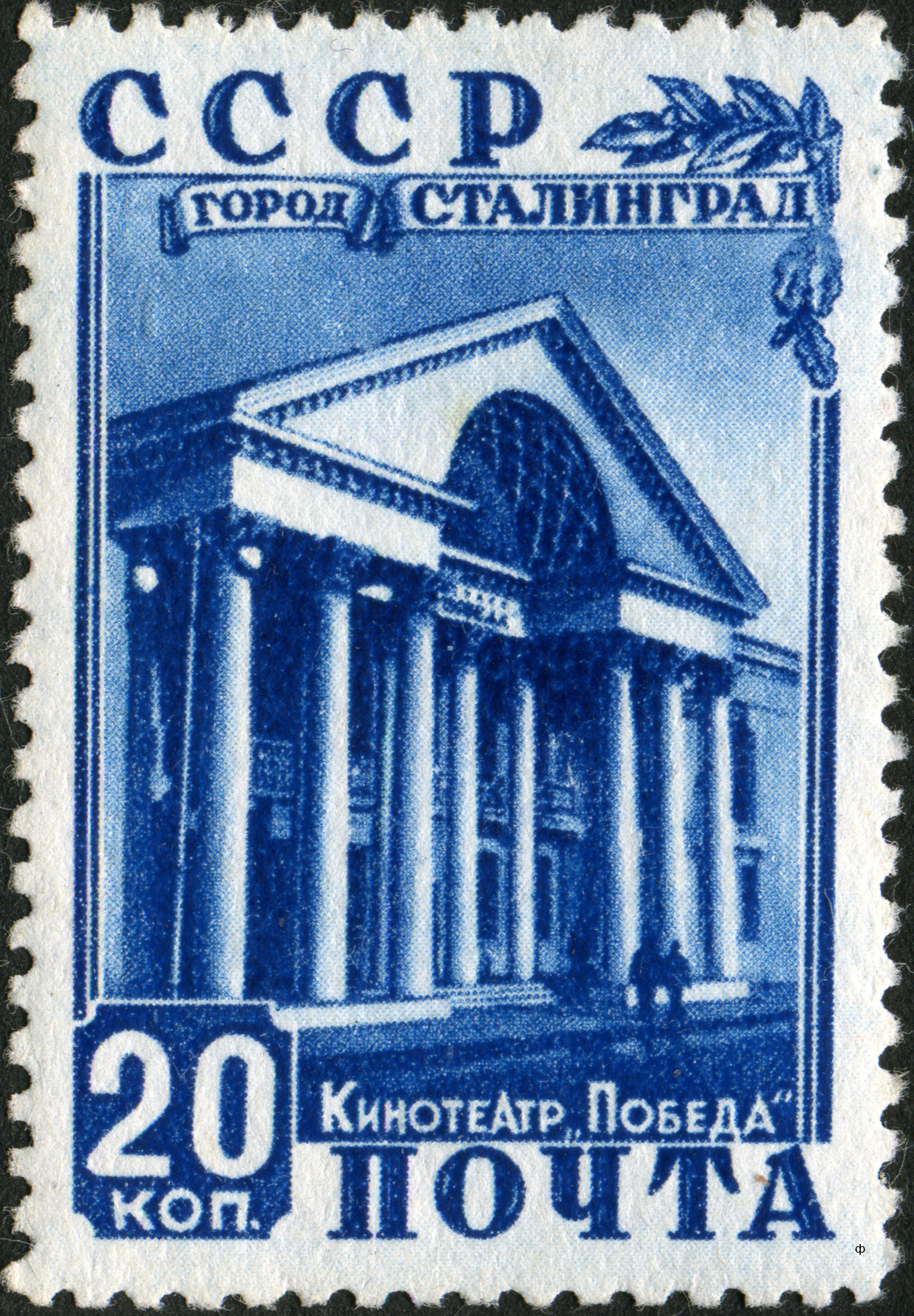
Кинотеатр "Победа" 1950
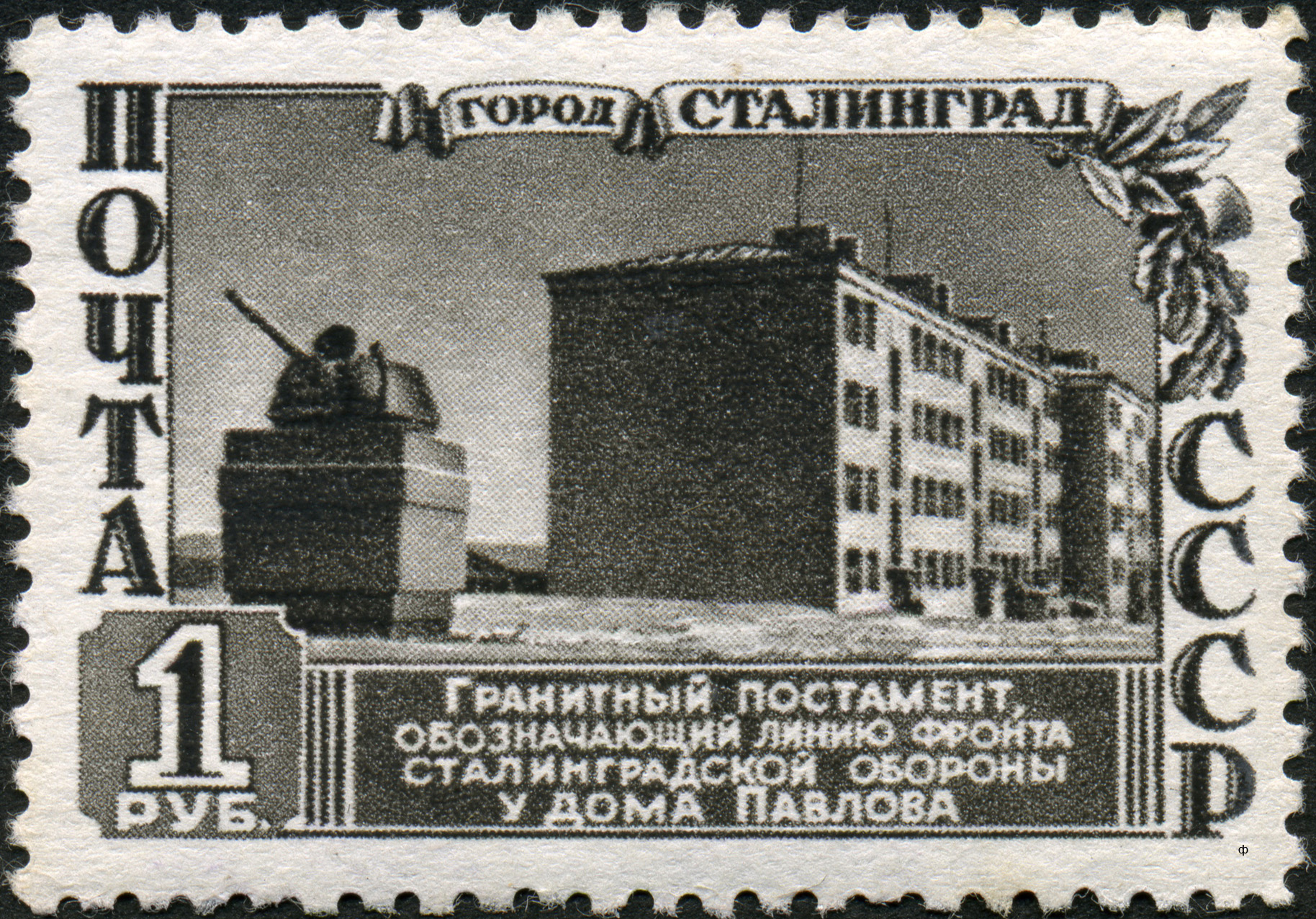
Дом Павлова 1950
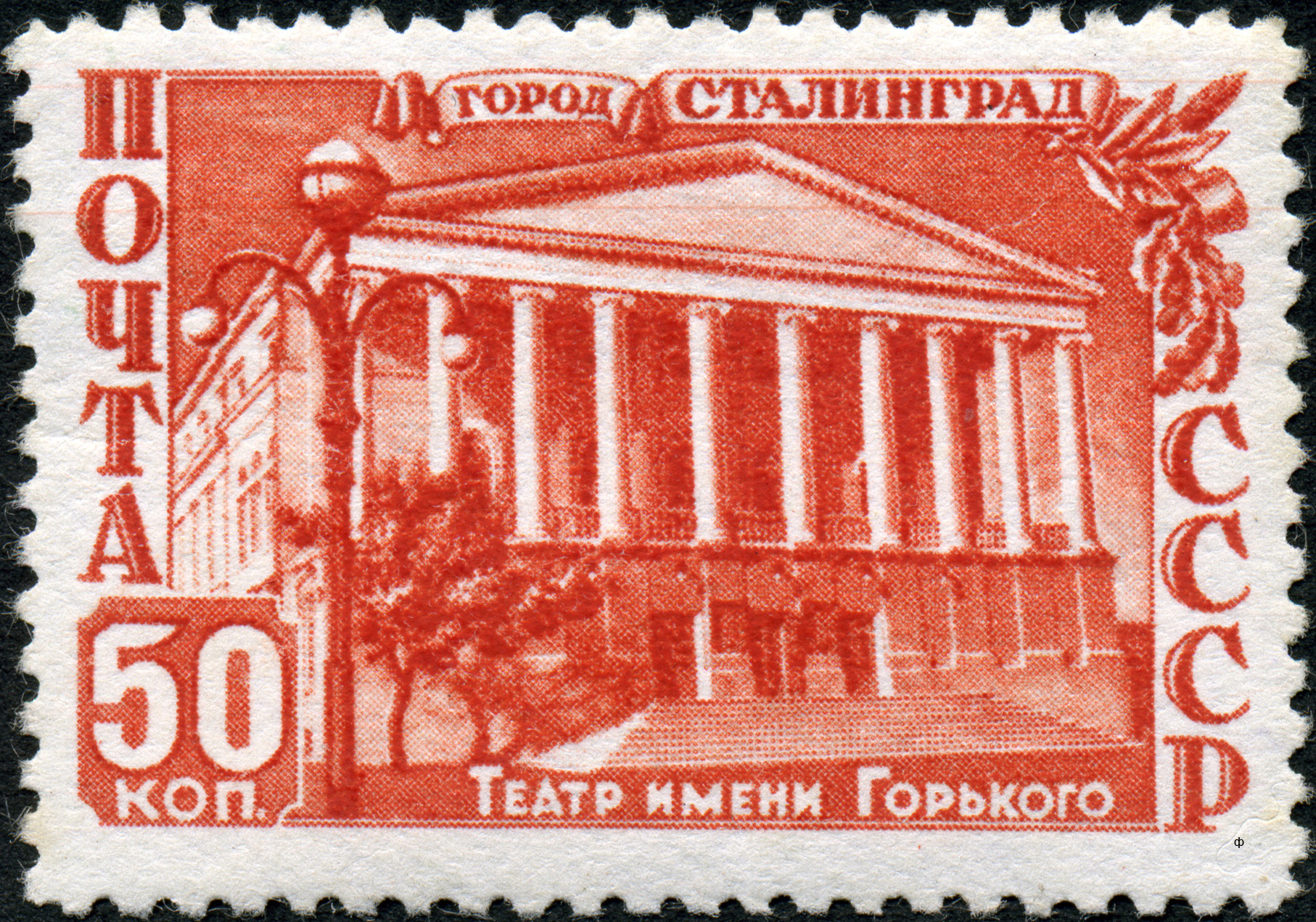
Театр НЭТ 1950

### Архитектура
Архитектура города пережила несколько волн разрушений. Первая началась в 1880—1910-х годах, когда за этот период население и экономика города выросли более чем в 10 раз. Внезапно разбогатевший город сносил избы и сараи, дожившие до этого периода остатки крепостных стен и валов и строил шикарные магазины, гостиницы и доходные дома. Строительный бум 1870—1910 годов смел крепость-полудеревню Царицын практически полностью, за исключением храмов. Следующая волна пришлась на гражданскую и последовавшею за ней идеологическую войну. В это время храмы всех конфессий или уничтожались, или перестраивались здания другого назначения. Так, в 1932 году было уничтожено старейшее строение города — 300-летняя церковь Иоанна Предтечи. Огромный ущерб нанесла Великая Отечественная война, когда Сталинград стал зоной боевых действий. В разрушение города внесли свою лепту советские кинематографисты, снимавшие псевдодокументальную хронику и для эффектных кадров взрывавшие уцелевшие в боях здания. В послевоенные годы восстановление Сталинграда велось по плану города с просторными улицами и проспектами, в котором право на жизнь довоенная архитектура имела только в том случае, если не «мешала» новым магистралям города: Улица Мира, Аллея Героев, проспект Ленина. Ещё в 1960-х годах сносились дома, восстановленные после Сталинградской битвы, в которых уже 15-20 лет после войны жили люди. Все же Волгограду удалось сохранить частицы комплексной застройки почти каждой эпохи, а число отдельных зданий в послевоенных кварталах исчисляется сотнями. Вообще ничего не осталось только от стен и бастионов крепости Царицын.
- 1770—1820 годы. Самые старые в городе — дома немецкой колонии гернгутеров в Сарепте, сейчас музей Сарепты. Кирха (1772 — старейшее здание Волгограда), винокурня, библиотека, «дом незамужних женщин», «дом холостых мужчин» и другие здания этой эпохи выстроились вокруг небольшой площади. К сожалению, Сарепта, которая могла бы быть «туристической жемчужиной» Волгограда, находится в очень плачевном состоянии. Только несколько зданий отреставрированы, остальные постепенно переходят из аварийного состояния в руины.
- 1800—1900-е годы. Уездный Царицын частично сохранился в Бекетовке. Дошла до наших дней церковь Никиты-Исповедника 48°35′26″ с. ш. 44°24′00″ в. д.HGЯO (1795 — старейшая сохранившаяся), церковь Параскевы Пятницы 48°36′43″ с. ш. 44°25′53″ в. д.HGЯO (начало XX века). Сохранились старейшие деревянные избы XIX века, из леса, приплывших сюда ещё на волжских белянах, в том числе изба Шумилова 48°35′13″ с. ш. 44°25′59″ в. д.HGЯO, где в годы ВОВ размещался штаб 64-й армии.

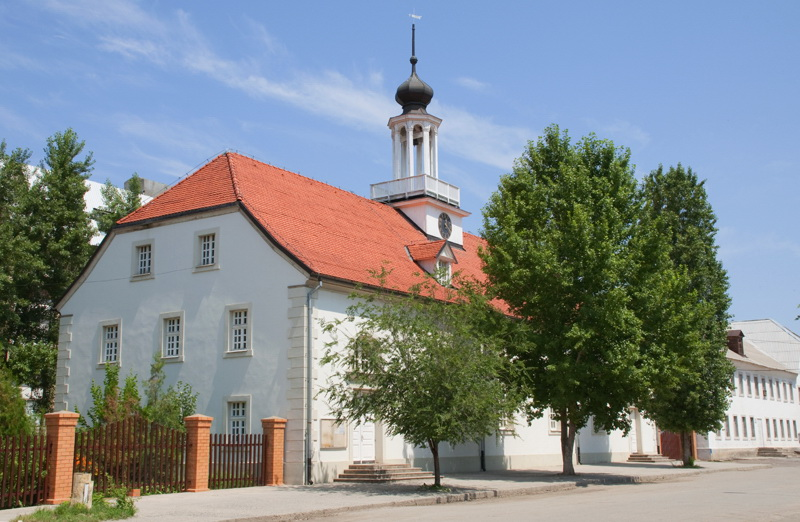
1772 Кирха в Сарепте.
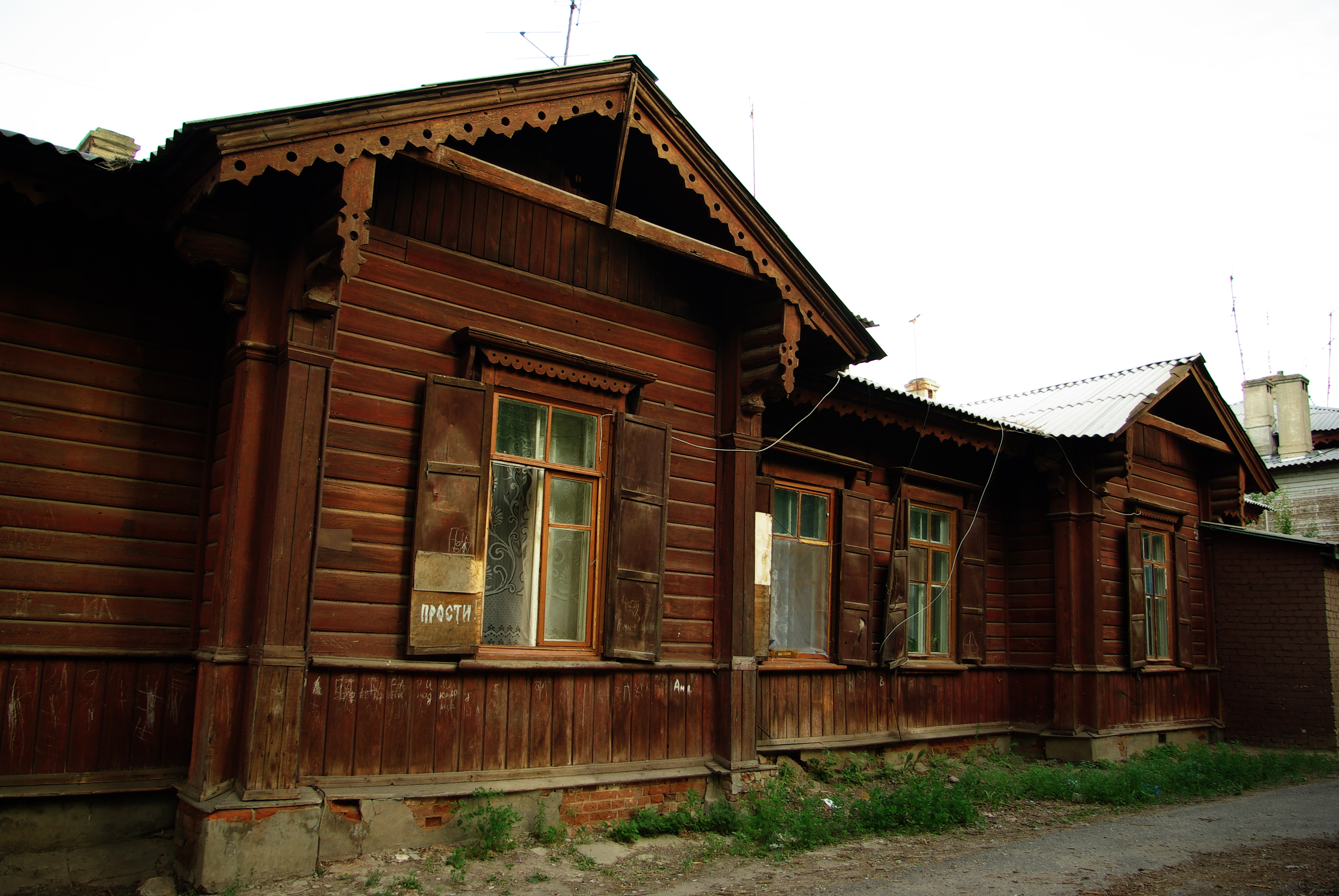
Жилые дома XIX века по улице Пугачёвской

- 1880—1915 годы. Одна из особенностей архитектуры Волгограда — «спрятавшиеся улочки», когда внутри периметра монументальной сталинской застройки неожиданно находятся царицынские домики, часто под углом от существующих улиц, повторяя обводы давно не существующей крепостной стены. Спрятавшиеся улочки сохранилась на улицах Островского, Пушкина, Володарского, Кирсанова. Царицинскому купечеству больше всего нравилась эклектика русского стиля — это самый распространённый исторический стиль города. Зданий в другом стиле до нашего времени дошло немного: Мясной корпус 1910 года в стиле модерн, Мариинская женская гимназия 1877 года в стиле классицизм.

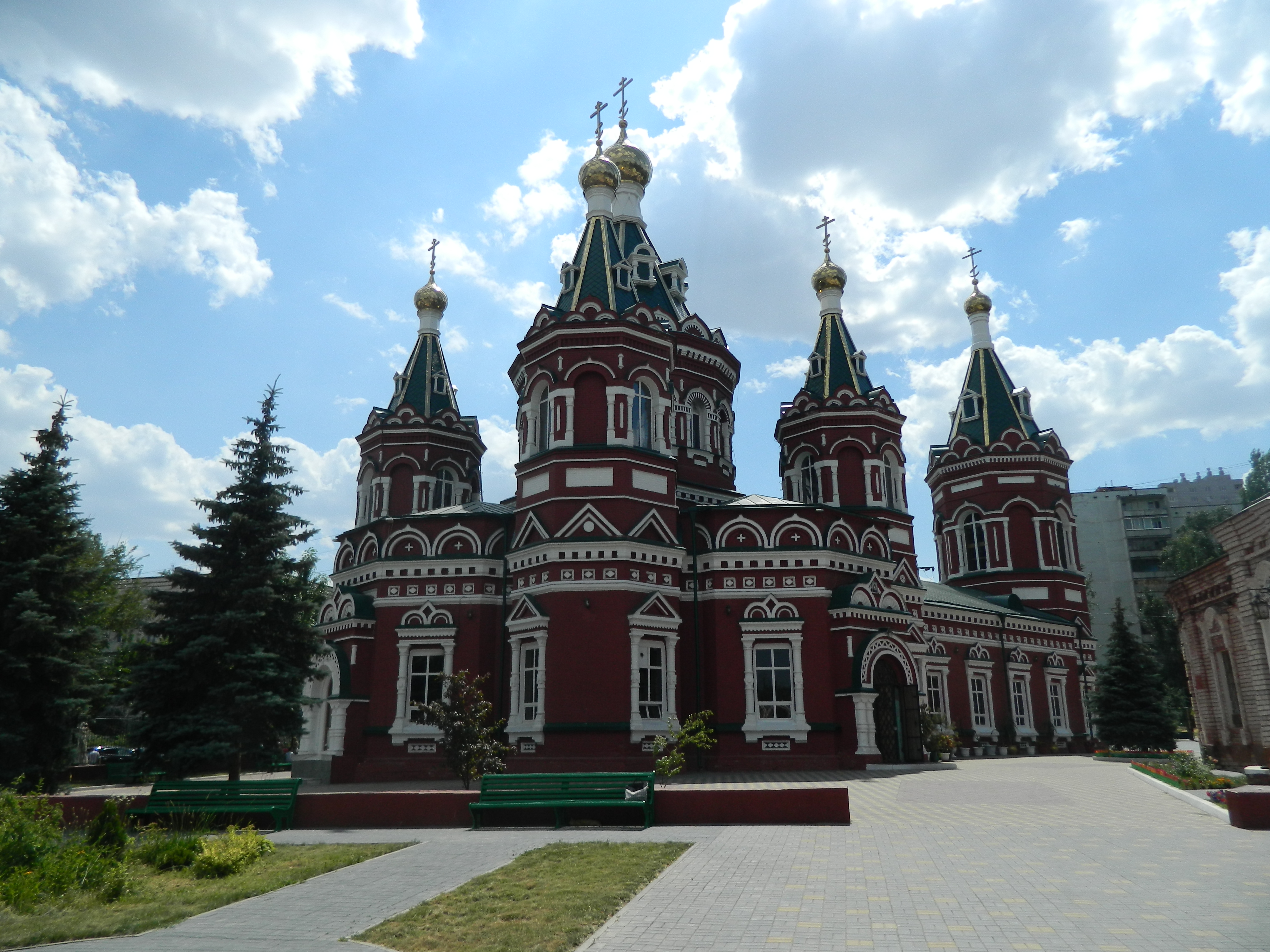
1899 Казанский кафедральный собор
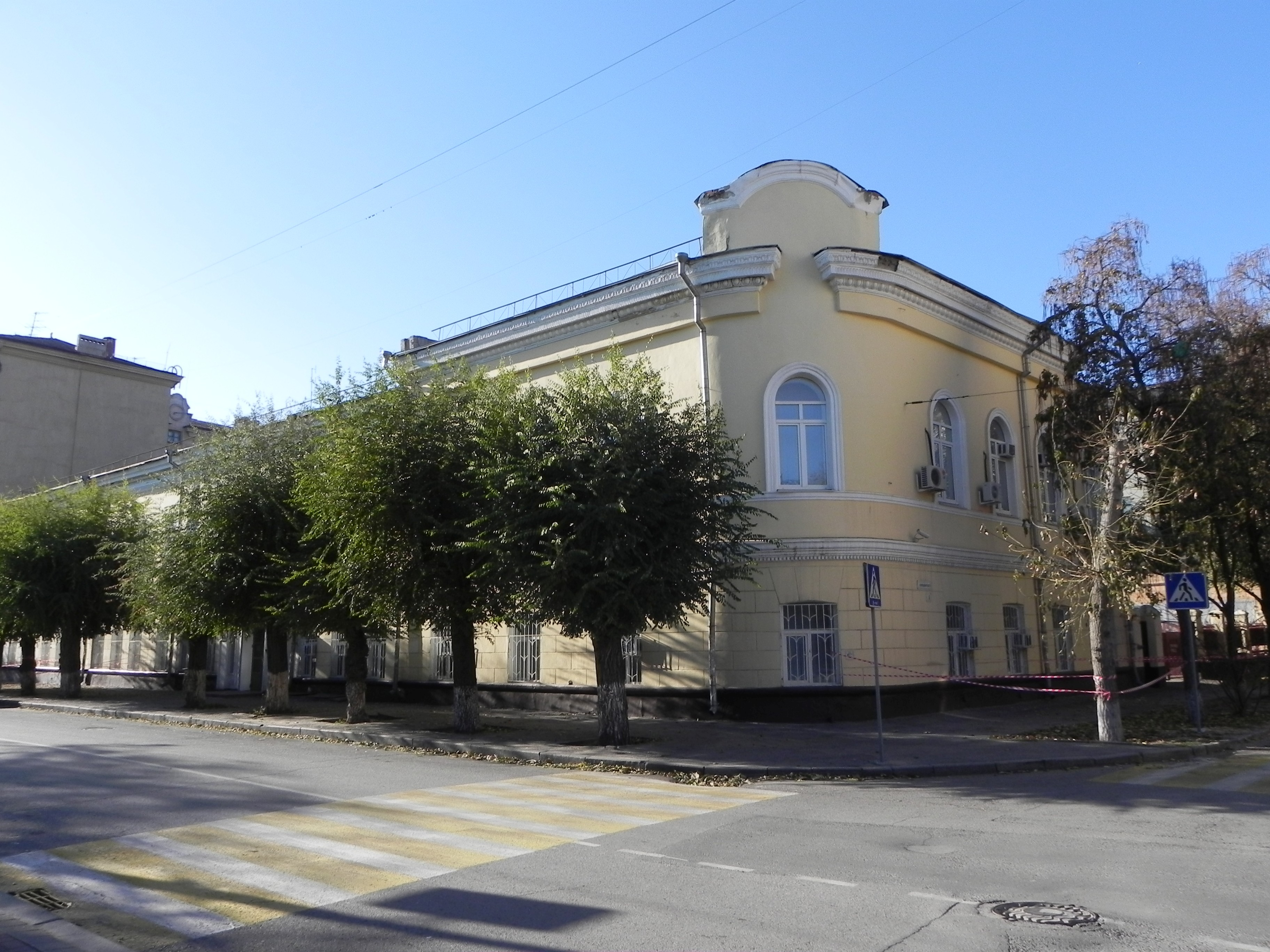
Мариинская женская гимназия. Сейчас ул. Чуйкова, 7
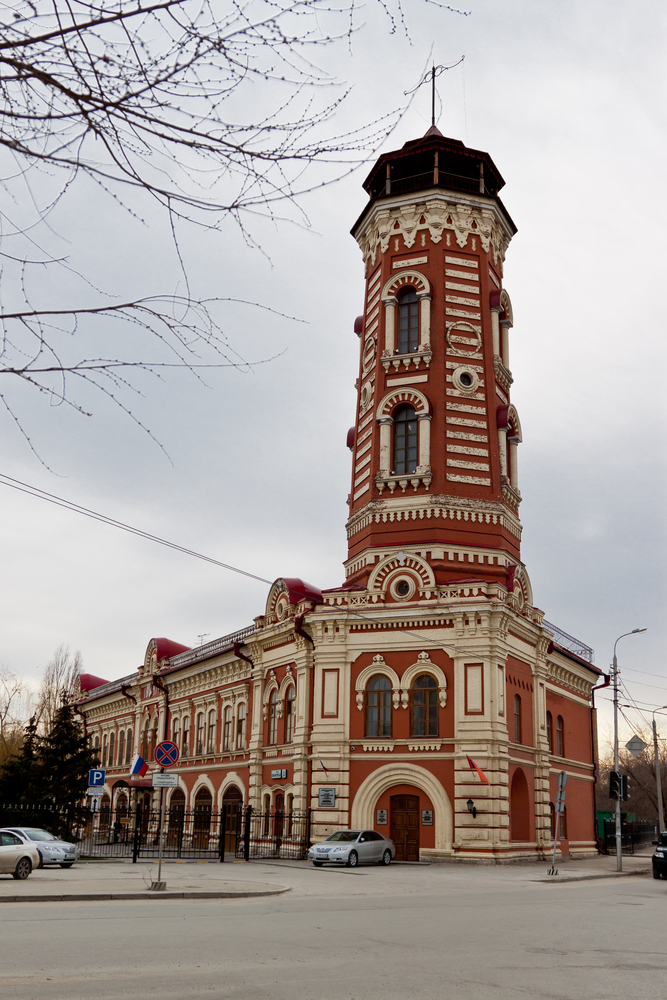
1897 Пожарная часть Царицына
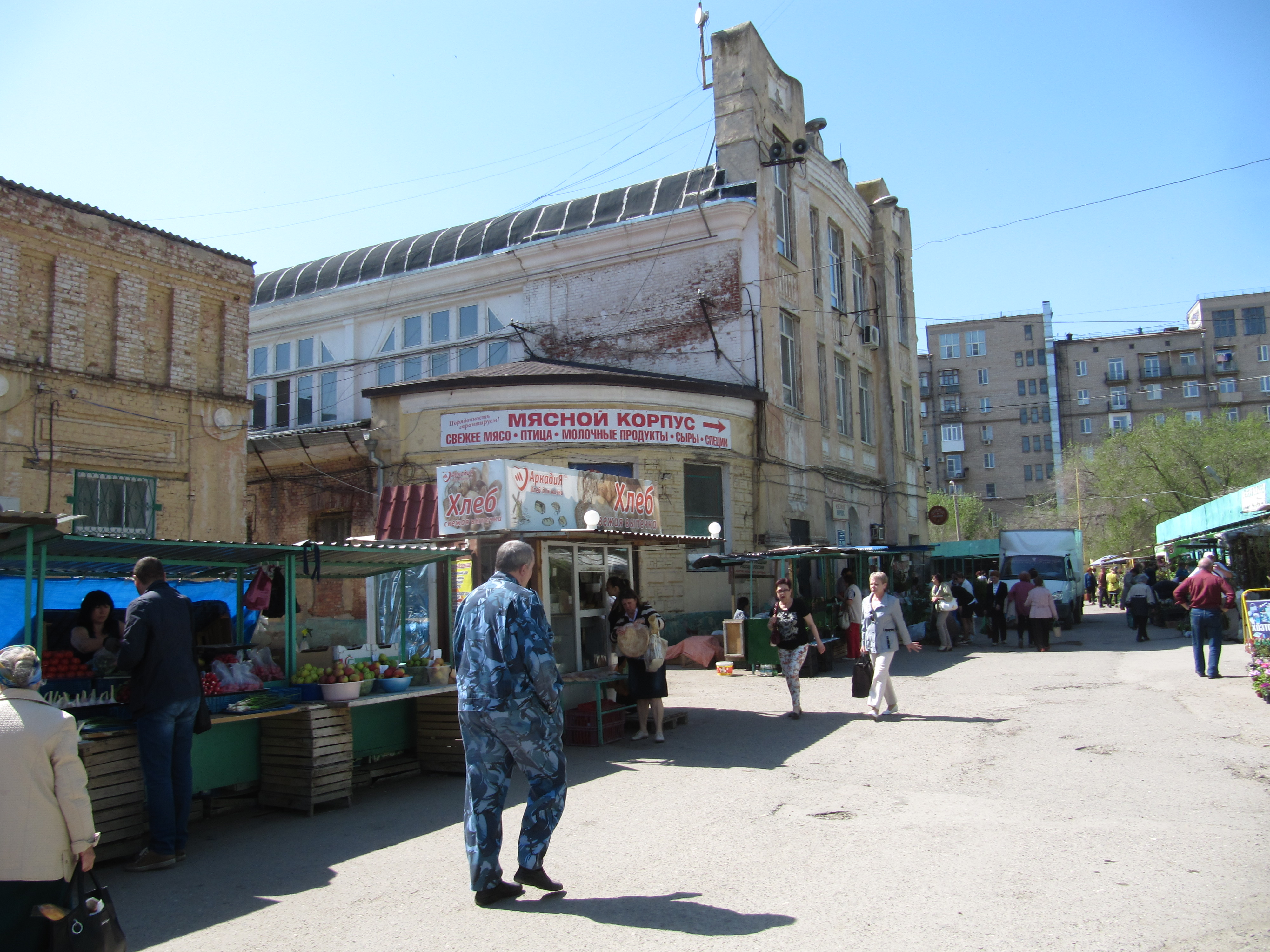
Мясной корпус 1910 года. Центральный рынок
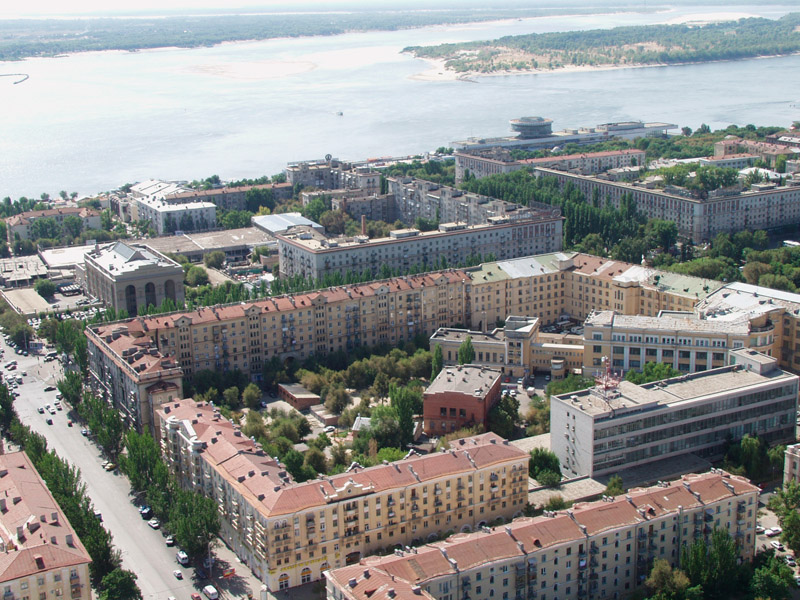
«Спрятавшаяся улочка» Островского внутри квартала

- 1910—1912 годы. Как своему союзнику в будущей Первой мировой войне, Англия в лице фирмы «Виккерс» помогла построить Царицынский артиллерийский завод и жильё для рабочих. Этот посёлок Нижние Баррикады вошёл в историю как Остров Людникова и был сильно разрушен, но большая часть зданий восстановлена в 1943—1945 годах в первоначальном виде. Сейчас улица Прибалтийская 48°46′28″ с. ш. 44°35′10″ в. д.HGЯO и Волжский проспект 48°46′27″ с. ш. 44°36′13″ в. д.HGЯOвыглядят, как и другие английские рабочие кварталы начала XX века, с небольшими вкраплениями послевоенной сталинской застройки.
- 1920-е годы. Страна в эти годы стала восстанавливаться после потрясений 1914—1920 годов, но темп ещё не был набран. Поэтому дома стиля социалистический конструктивизм разбросаны по городу как и строились — поодиночке: Дом приезжих, Татарские бани, Швейная фабрика имени 8 марта.
- 1930-е годы. Очень мощное десятилетие с точки влияния на архитектуру Сталинграда, осталась многочисленная комплексная застройка по всему городу, кроме Центрального района, где после войны решили строить с «чистого листа». Наиболее многочисленная (более 50 зданий) — Соцгород тракторного завода- улица Дзержинского и другие улицы Верхнего и Нижнего тракторных посёлков. Представляет собой социалистический мини-город с огромными школами, институтом, фабрикой-кухней, кинотеатром, цирком48°47′58″ с. ш. 44°35′49″ в. д.HGЯO (сейчас овощной рынок со стандартным цирковым диаметром — 16 метров), парками, набережной. Пострадал в войне, но восстановлен уже в 40-е годы почти в том же стиле — послевоенный сталианс. По адресу Дзержинского, 32 находится дом48°48′22″ с. ш. 44°35′35″ в. д.HGЯO, на своём торце отразивший историю улицы: социалистическое строительство — надпись «На третьем году второй пятилетки — 1930 г.», Сталинградская битва — многочисленные сколы кирпича от пуль и осколков, крупная пробоина от взорвавшегося снаряда, ветшание — наше время.

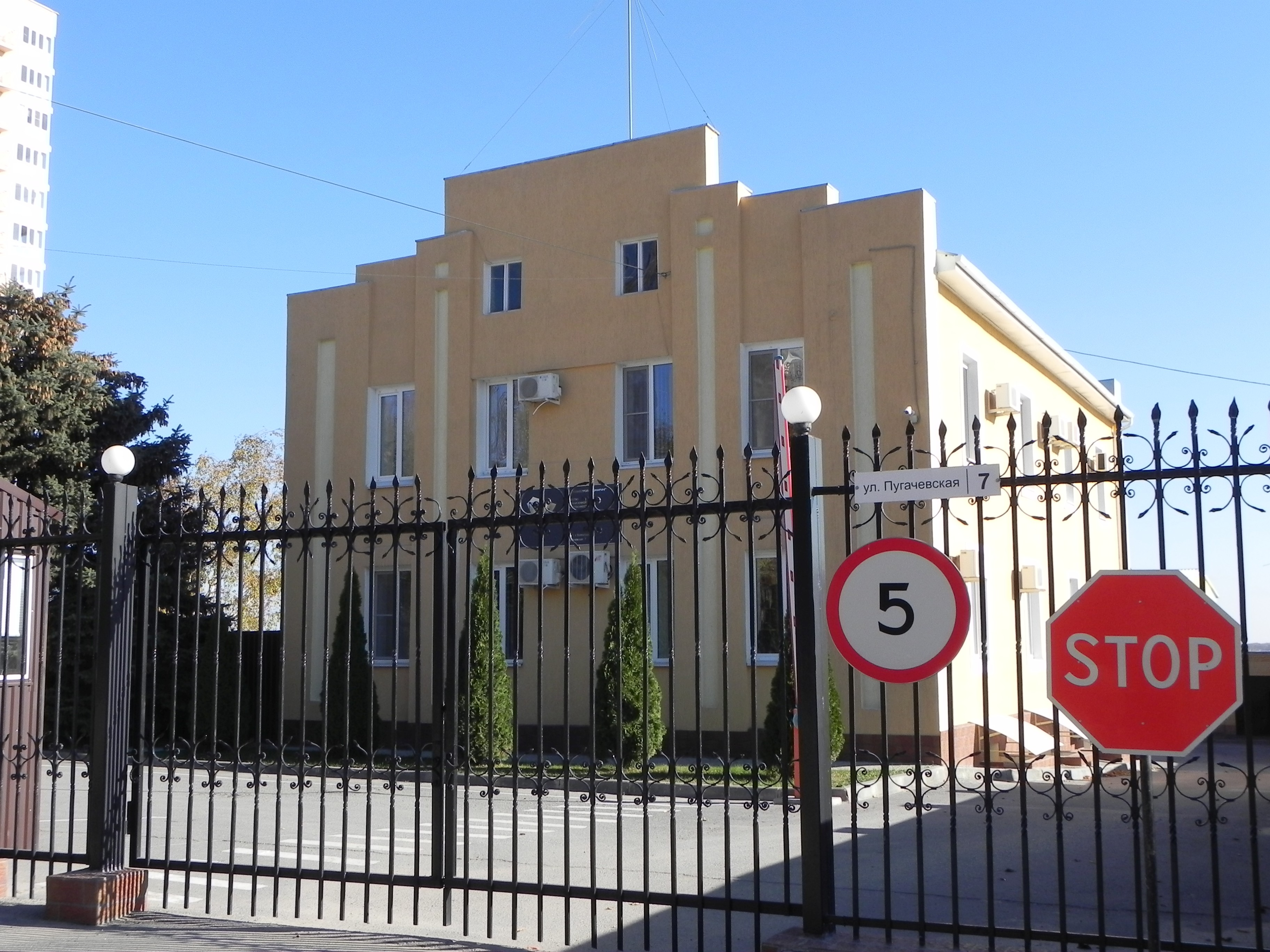
1920 Татарские бани, сейчас жилой дом.
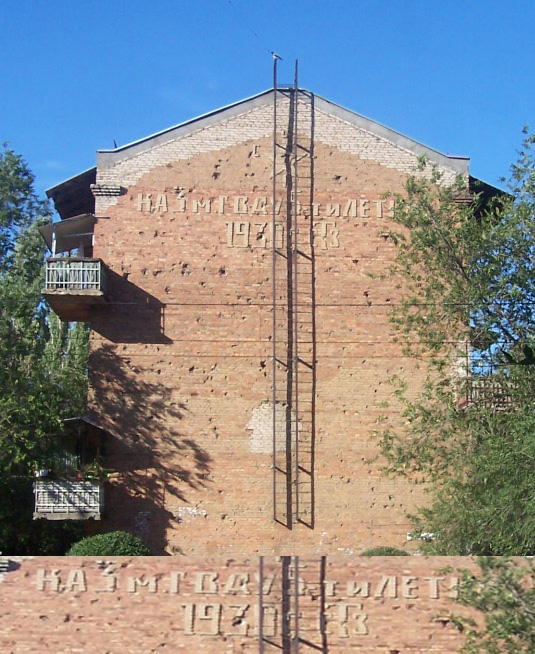
1930 Соцгород, улица Дзержинского, жилой дом.
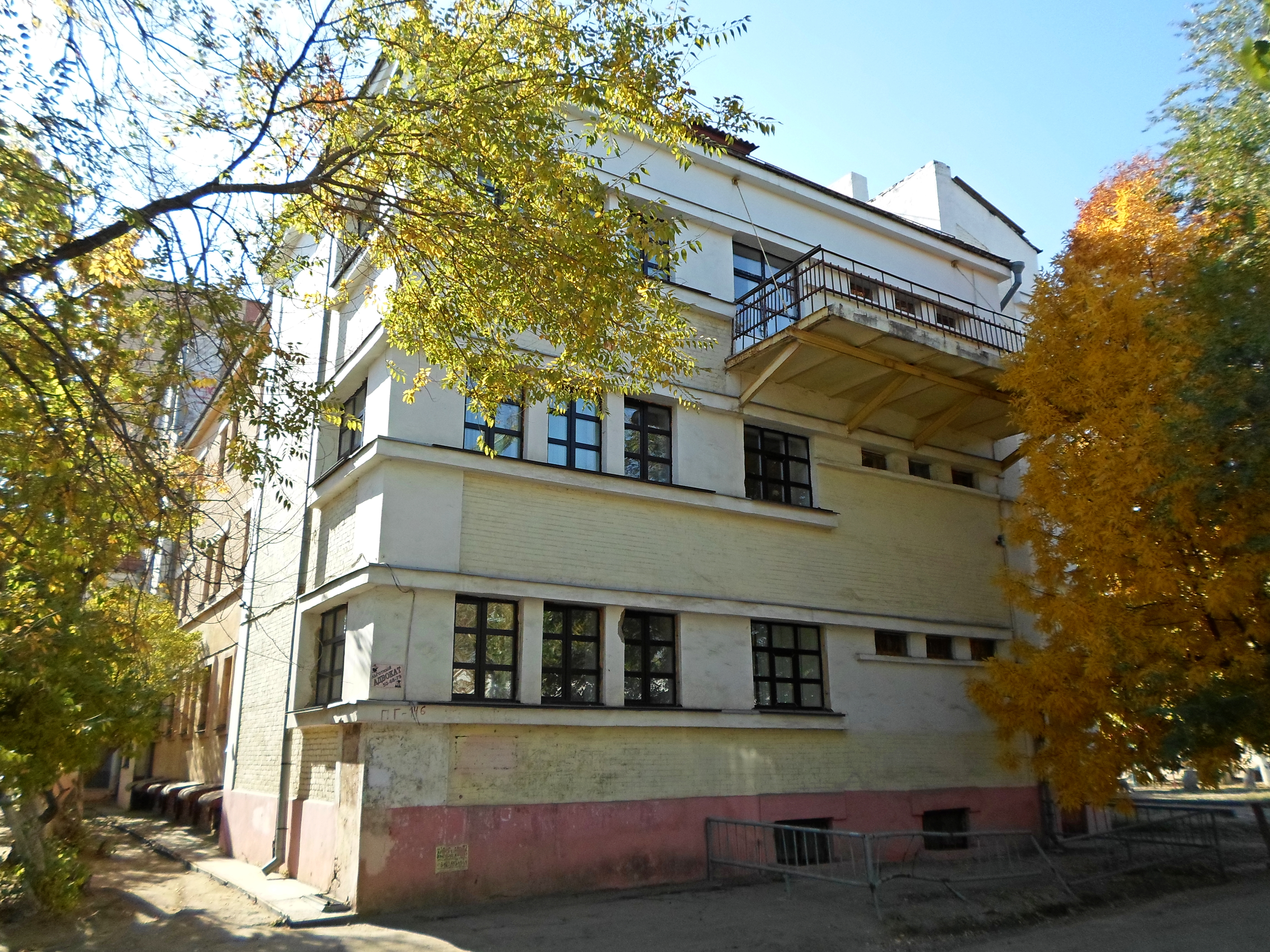
1932 Дом приезжих (сейчас музыкальная школа №2).
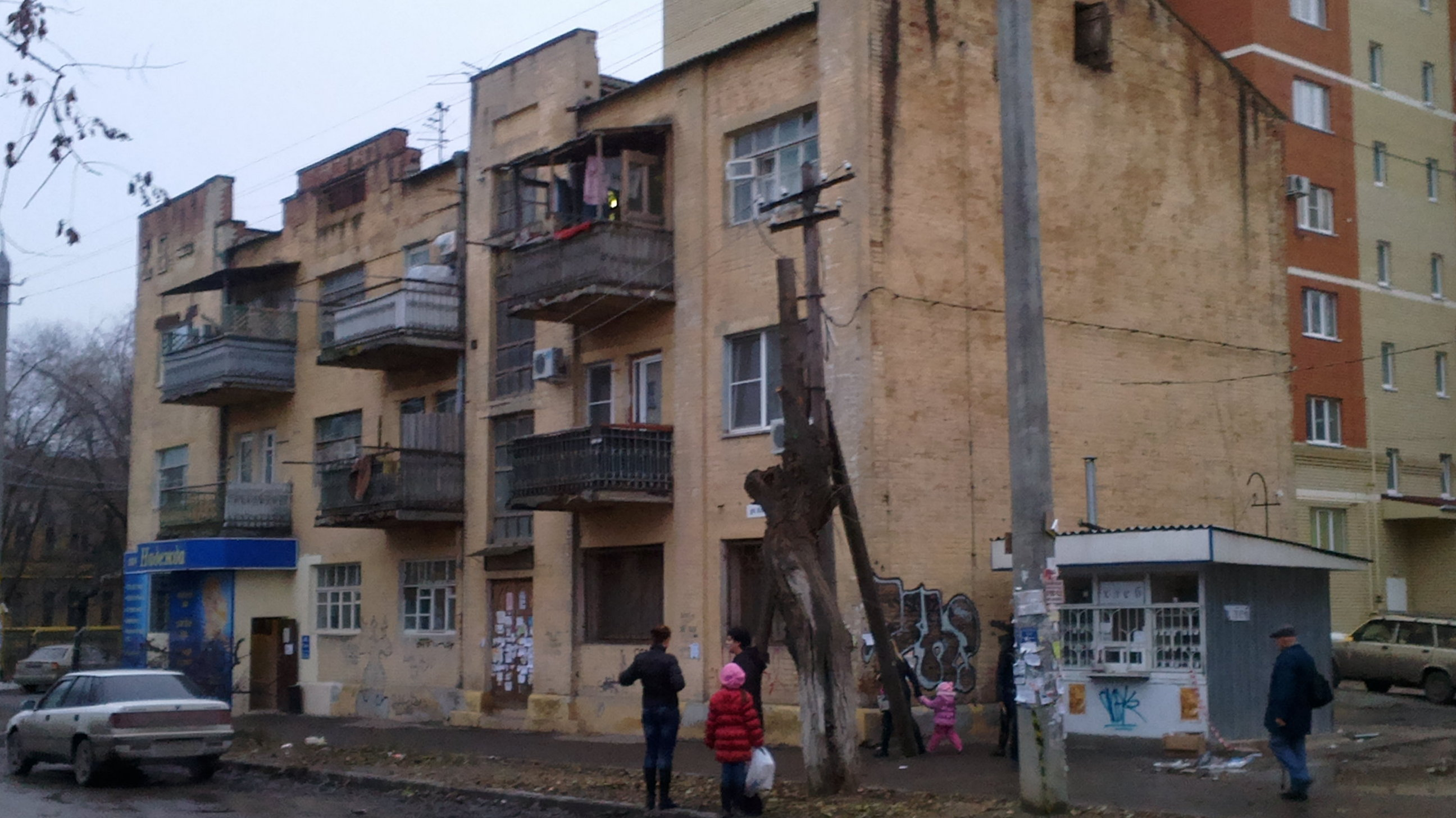
1930-е Жилой дом Клинская 32.
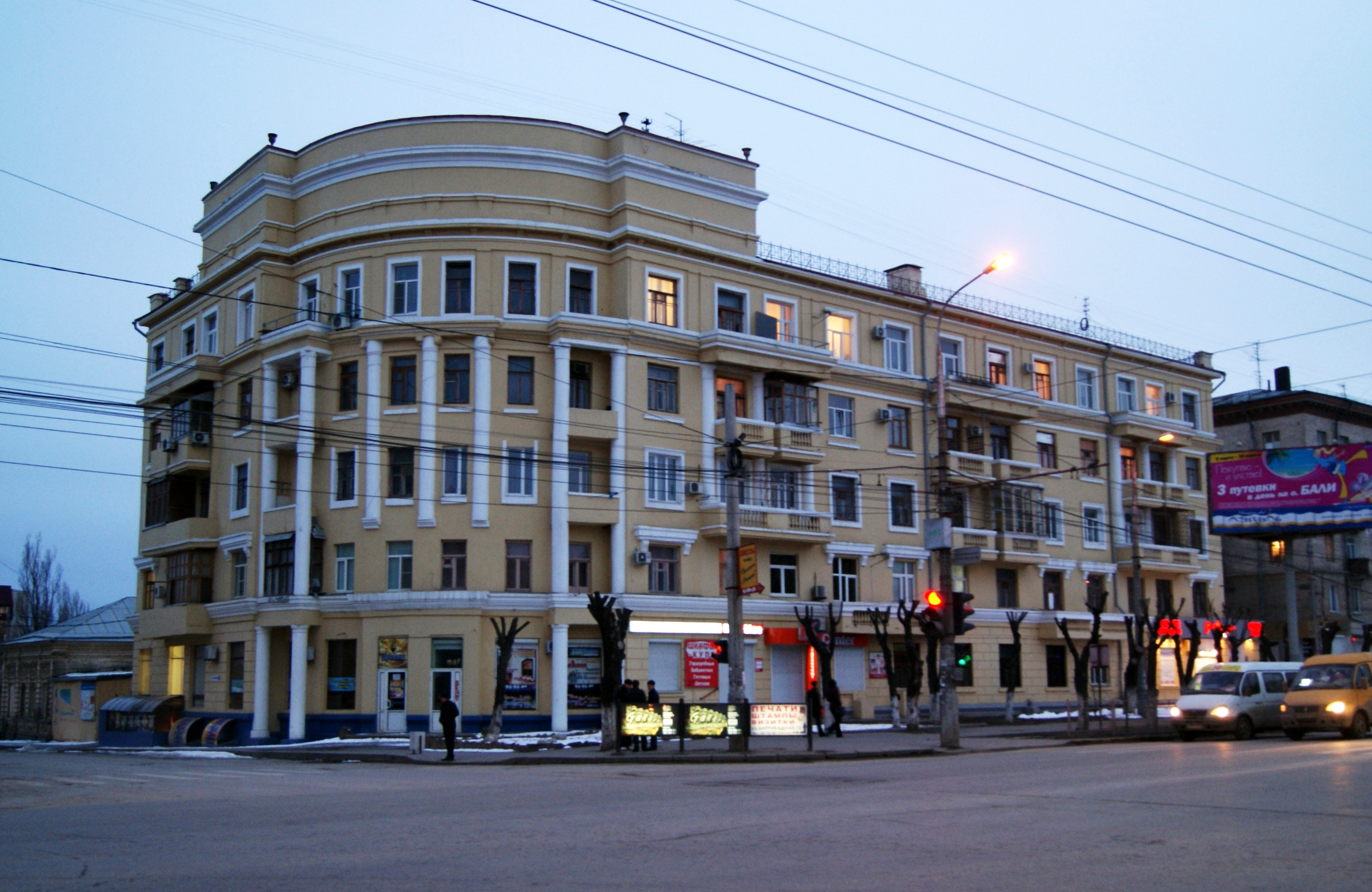
1939 Дом консервщиков

- 1950—1960-е годы. Возрождённый из руин Волгоград — послевоенный сталинский ампир. Именно этот архитектурный стиль стал визитной карточкой города — почти в первоначальном виде украшают Волгоград архитектурные ансамбли этого направления. Из утрат этого периода — советская неоновая реклама на крышах зданий.

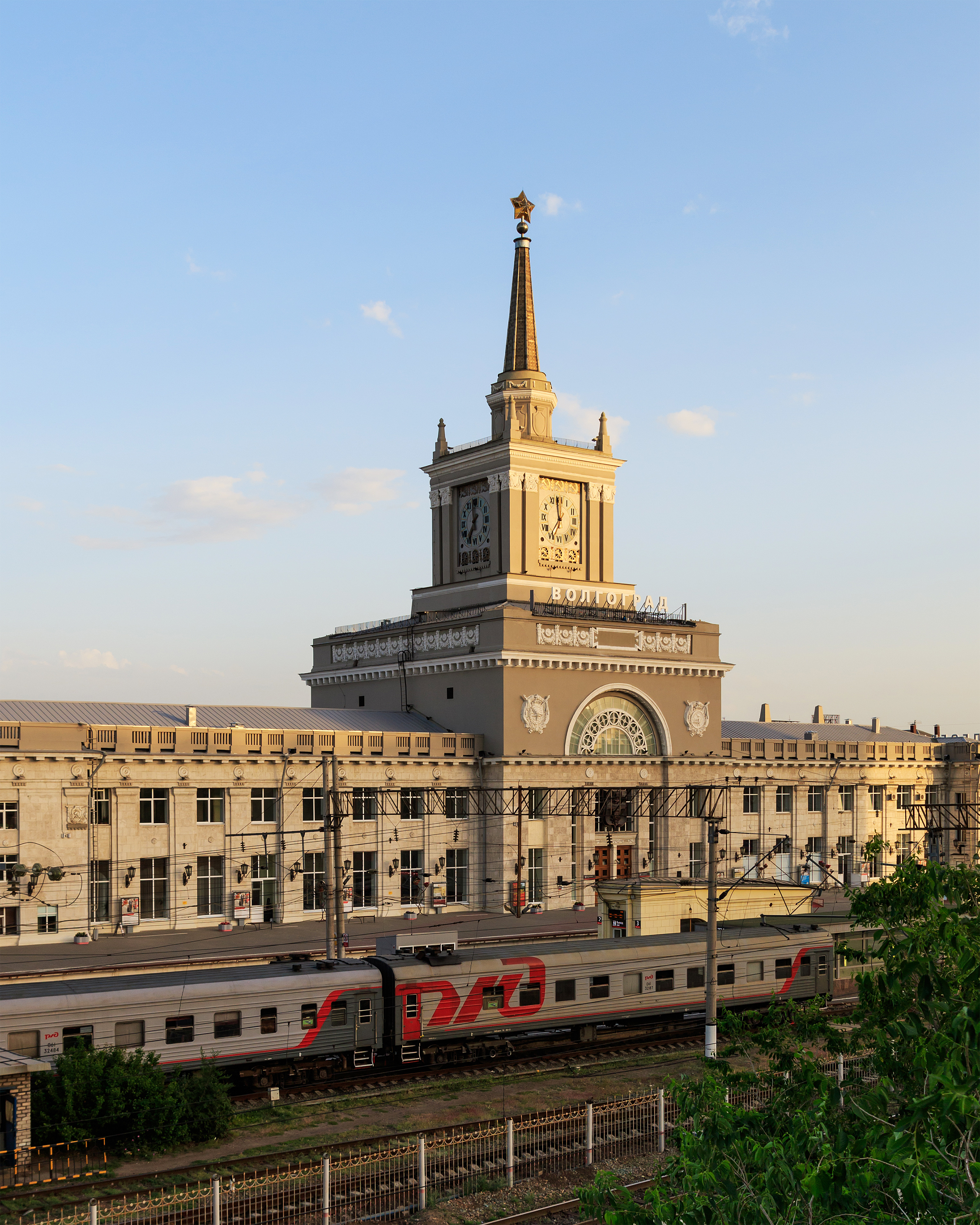
1954 Железнодорожный вокзал Волгоград-1
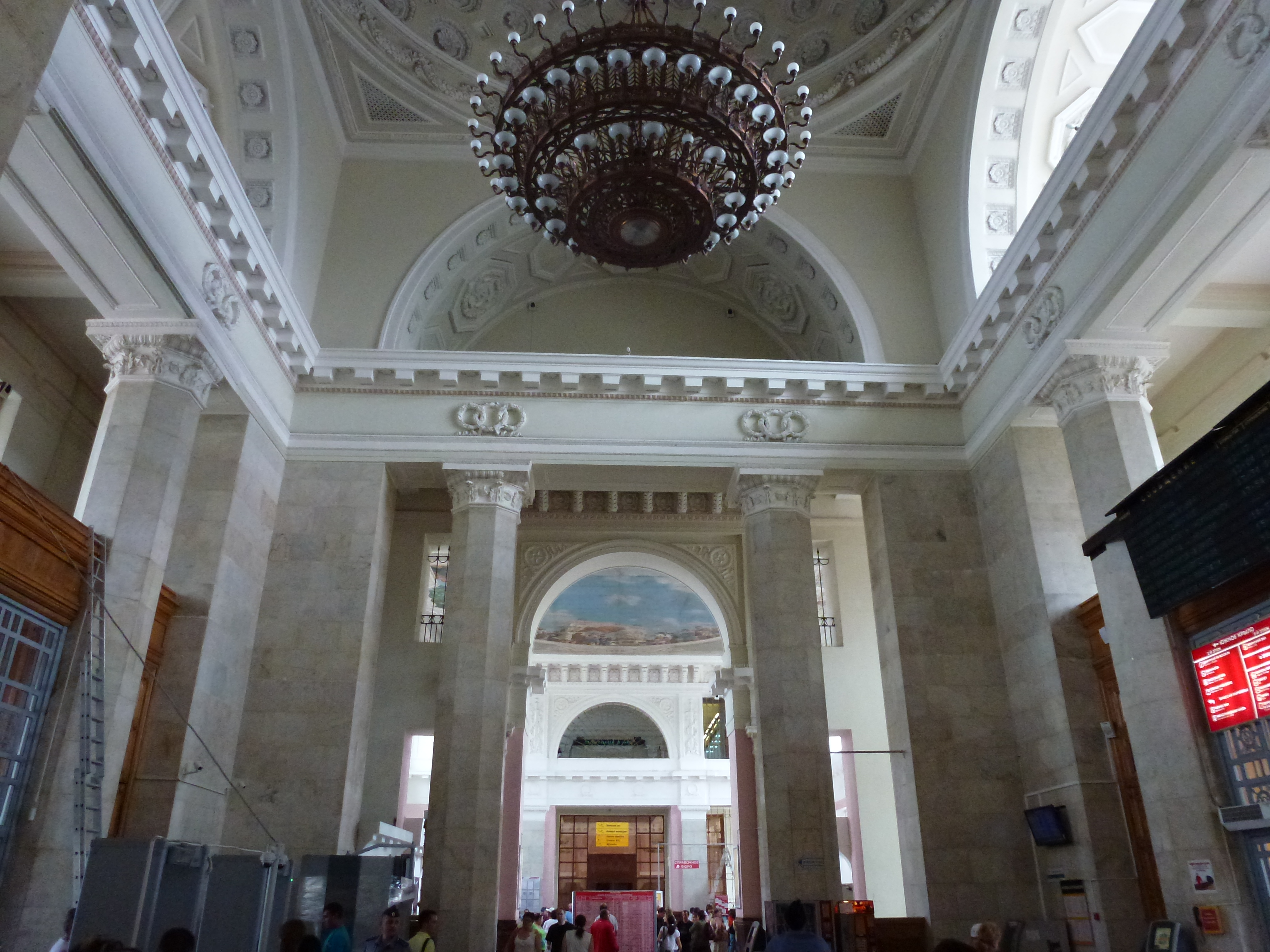
Внутри железнодорожного вокзала
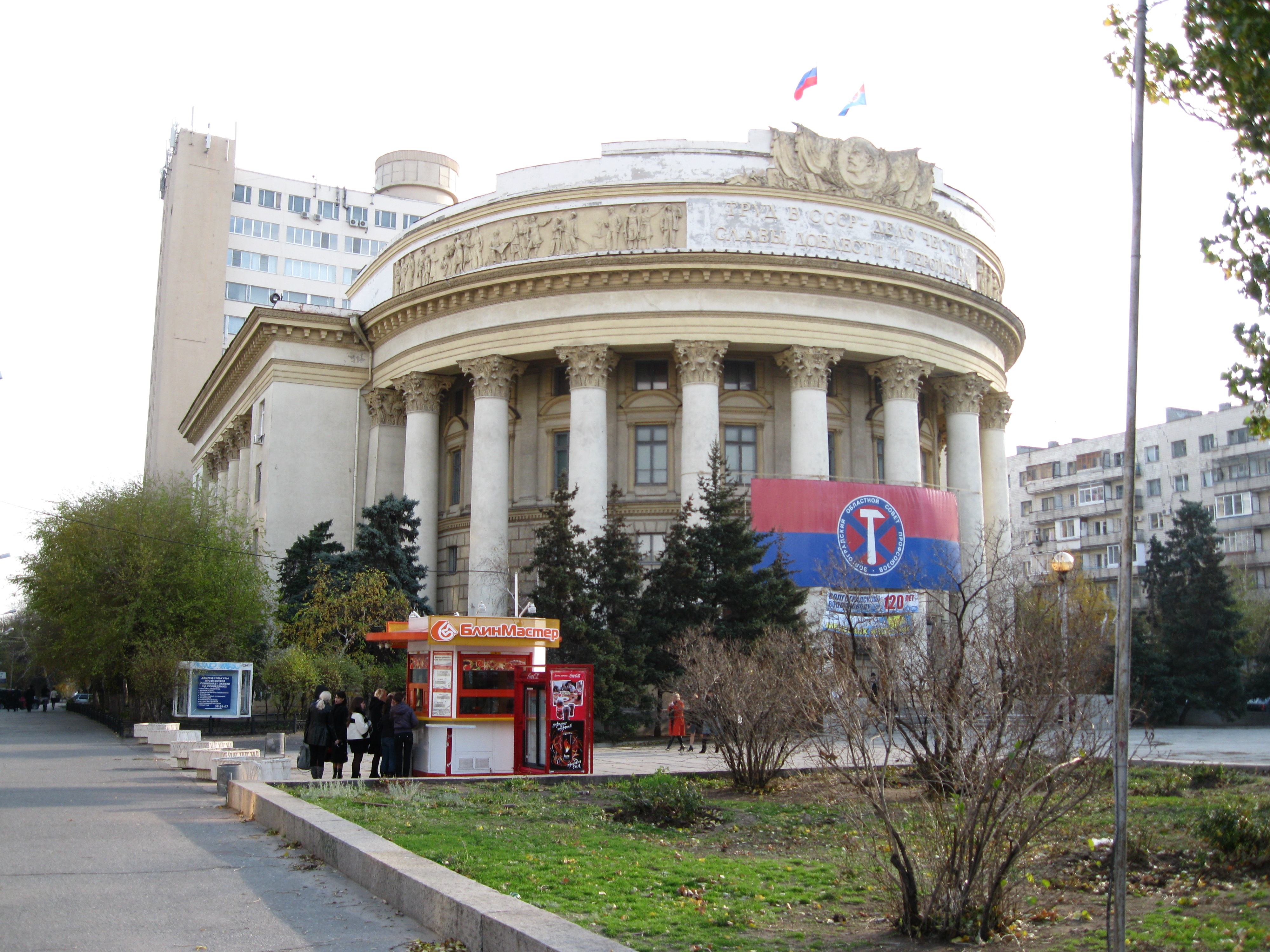
Дом профсоюзов
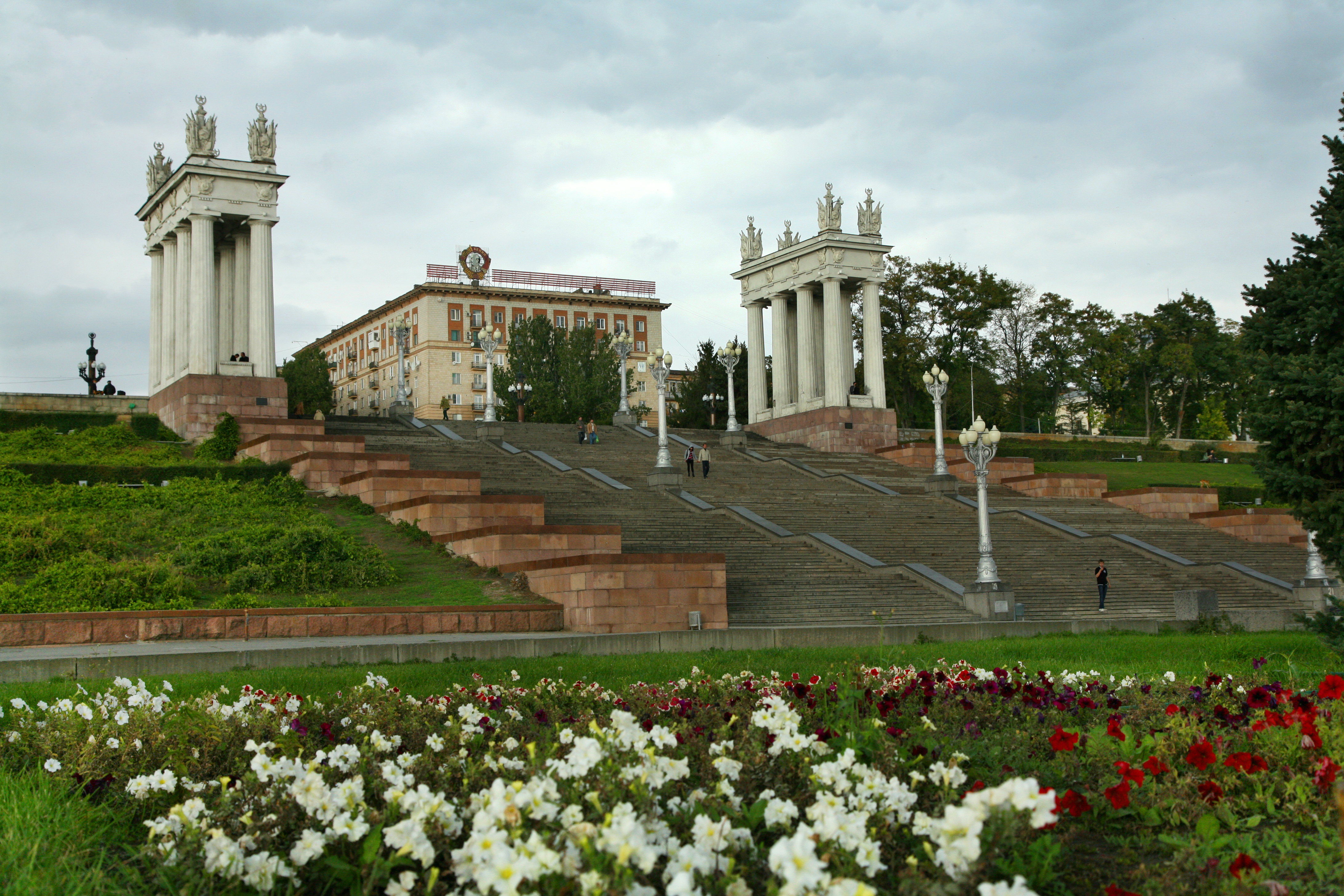
Центральная набережная

- 1970—1980-е годы. В эти годы было построено очень много типового жилья — хрущевки и брежневки, но знаковых зданий почти нет. Исключения — круговые здания Панорамы, Речного вокзала (крупнейший в Европе и России)[13], ресторана «Белый Аист».

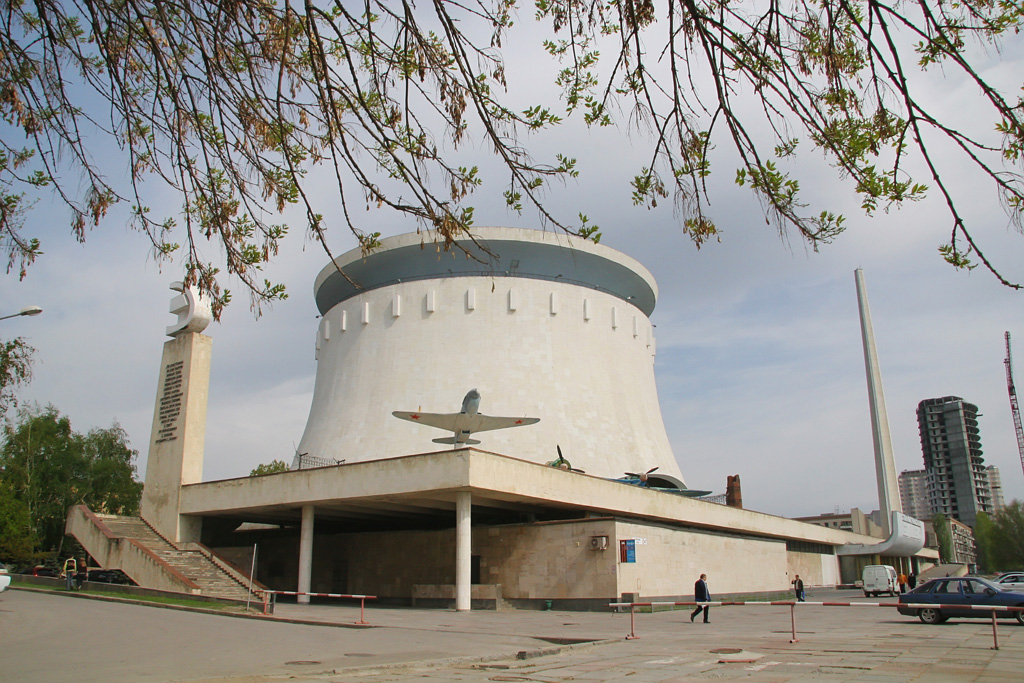
1984 Панорама Сталинградской битвы.
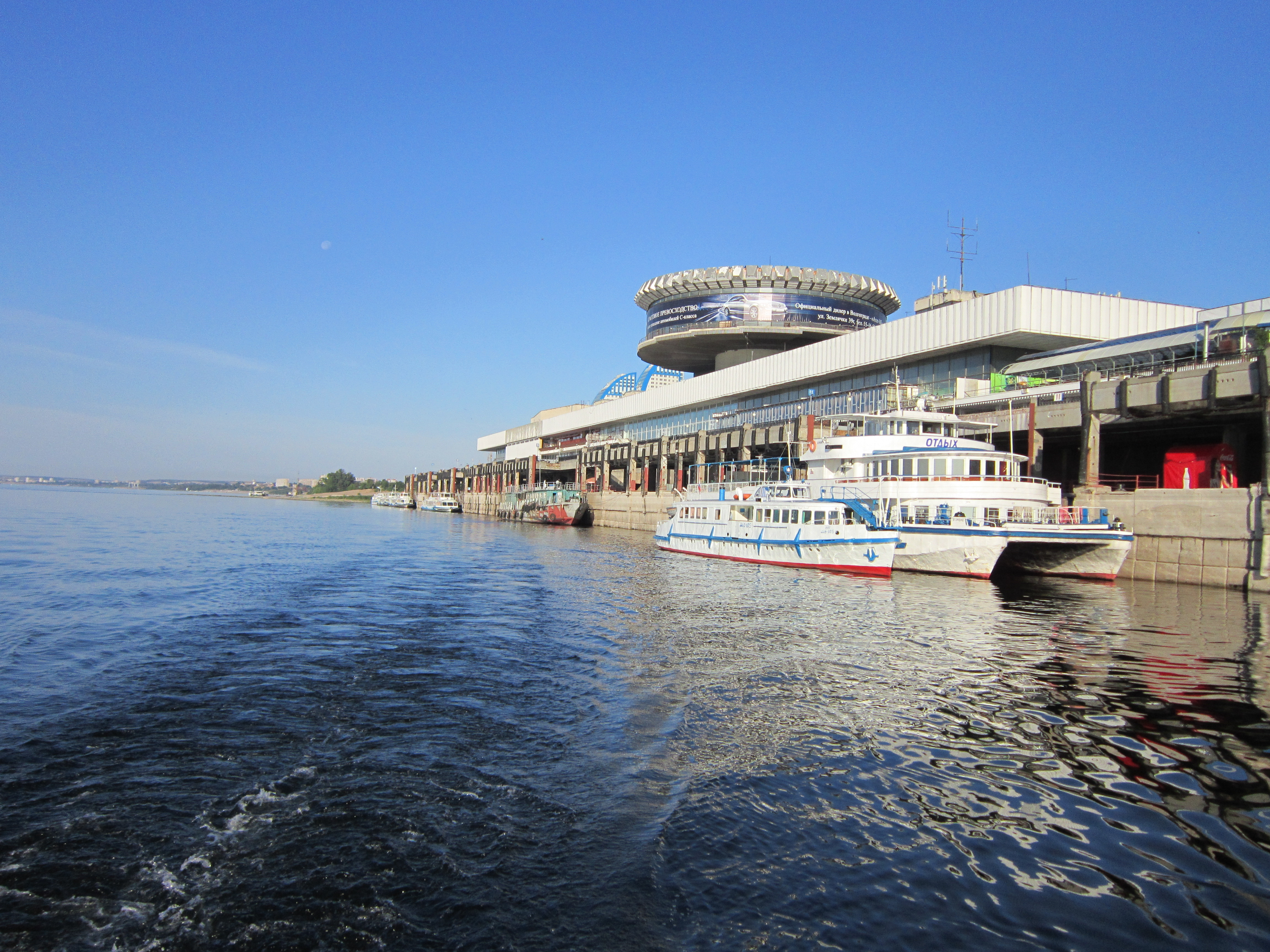
Речной вокзал

- 1990-е. В это десятилетие не строились многоквартирные дома, но в частном секторе оно оставило свой след — застройка престижных мест около Волги частными домами новых русских. «Пацаны» строили в своём представлении о прекрасном: огромный дом с маленькими, похожими на бойницы окнами, нелепые для обычного дома колонны, пристройка к дому крыльца в виде пародии на древнерусский терем из некачественного красного кирпича.
- 2000-е — по настоящее время. В этот период возобновилась высотное строительство, в том числе жилыми комплексами. Новые дома впервые после Сталина стали стараться сделать красивыми, но уже в современном виде. В частном секторе все более появляется чувство меры — новые дома даже в бюджетном варианте гармоничные, с большими окнами, с фасадами из облицовочного кирпича.

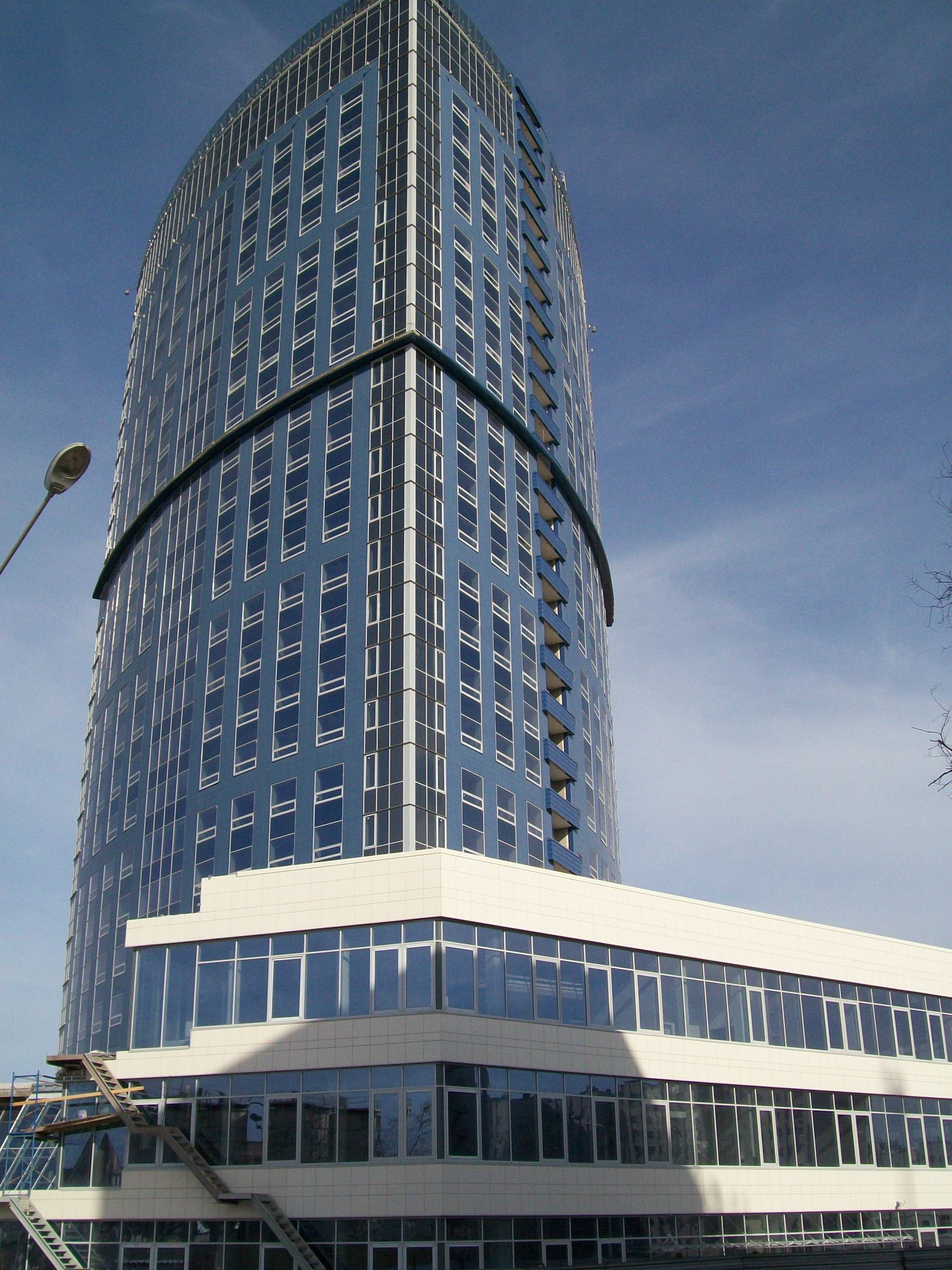
Бизнес-центр Волгоград-Сити
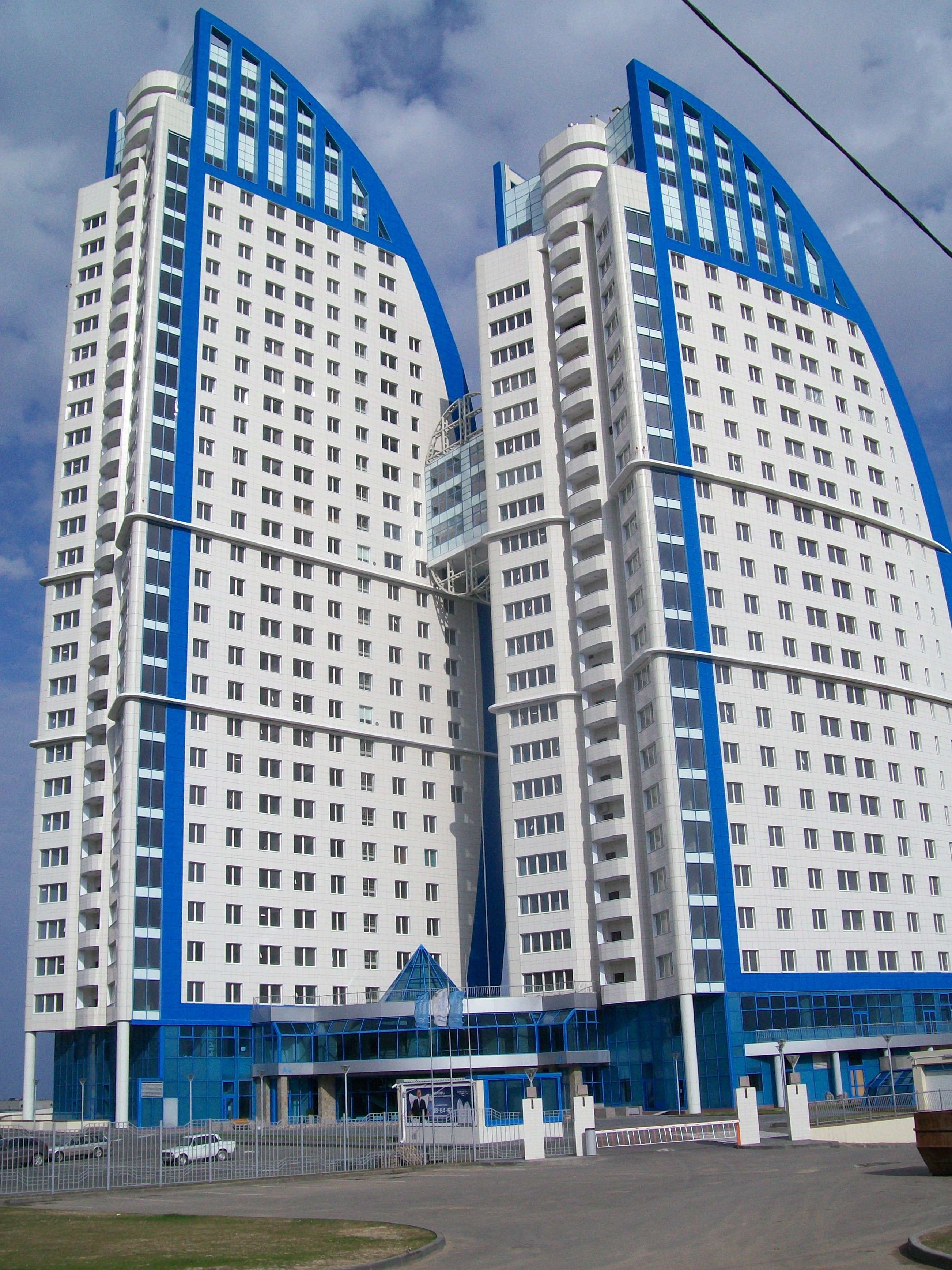
Жилой комплекс "Волжские паруса"

### Памятники и скульптуры

Монумент «Родина-мать зовёт!» на Мамаевом кургане

Старейший из сохранившихся — памятник Гоголю 1910 года в Комсомольском саду возле театра НЭТ. Уцелел, потому что писатель Гоголь не имел отношения к власти и политике, все остальные памятники государственным деятелям царской эпохи были уничтожены в 1920-х годах. Также дошли до наших дней 3 предвоенных памятника: Ерману (1925), Дзержинскому (1935) и Хользунову (1940). Пережил войну с повреждениями и был восстановлен после типовой фонтан «Бармалей», однако в 1951 году был снесён как не представляющей художественной ценности. Но благодаря знаменитой фотографии Евзерихина, показавшей ужас войны — скульптуры детского хоровода на фоне горящего города и с годами ставшей символом Сталинградской битвы, реплика фонтана была воссоздана на прежнем месте — Привокзальной площади.
После войны в ключевых местах боёв были установлены многочисленные памятники Сталинградской битвы, 3 разрушенных здания оставлены как памятники: мельница Гергардта, Остров Людникова, заводская лаборатория завода «Красный Октябрь». У соединения канала ВолгоДон и Волги в 1952 году построена гигантская скульптура Сталина, позже заменённая скульптурой Ленина — самой большой в мире реально живущему человеку. За хрущёвский период были снесены многочисленные типовые памятники Сталину, а установлены такие же многочисленные типовые памятники Ленину. На крыше планетария в 1954 году установлена последняя работа Веры Мухиной «Мир». В 1967 году на Мамаевом Кургане построена скульптура «Родина-мать зовет», на момент создания самая высокая статуя в мире, а сейчас (2015 год) 9-я из списка самых высоких. Для жителей СССР она стала символом Волгограда, а для иностранцев вместе с плакатом «Родина-мать зовет!» представлением о Матушке-России. Также символами города стали скульптуры «Стоять насмерть» и «Скорбящая мать». Линию фронта между Красной армией и вермахтом на самый тяжёлый для советских войск момент — ноябрь 1942 года отмечает памятник «Линия обороны» — цепь из танковых башен Т-34, ещё 3 танка Т-34 стоят на постаментах в черте города.
После перестройки были поставлены военные памятники: погибшим в Первой мировой войне, в Афганистане, в войнах на Северном Кавказе, ушедшим на войну казакам. В Волгограде установлены: Памятник в честь основания Царицына (1589—1989), первому воеводе Царицына Григорию Засекину, небесному покровителю города Александру Невскому, «Благословение» — памятник Святым Петру и Февронии, «Защитившим от атома» — памятник ликвидаторам последствий аварии на Чернобыльской АЭС. Также впервые в городе стали появляться памятники без исторического или патриотического повода: Ангел-Хранитель, первая учительница, скульптура «Знание — сила», байкер, автомобилист, копейка, скульптура влюблённых, подкова счастья, девочка с аккордионом, аист с новорождённым, идущий гиппопотам, собаки, кот и кошка.
Символом мирного города стал и образ местного художника Виктора Лосева, скульптура которого установлена в 2019 году на центральной набережной Волгограда.

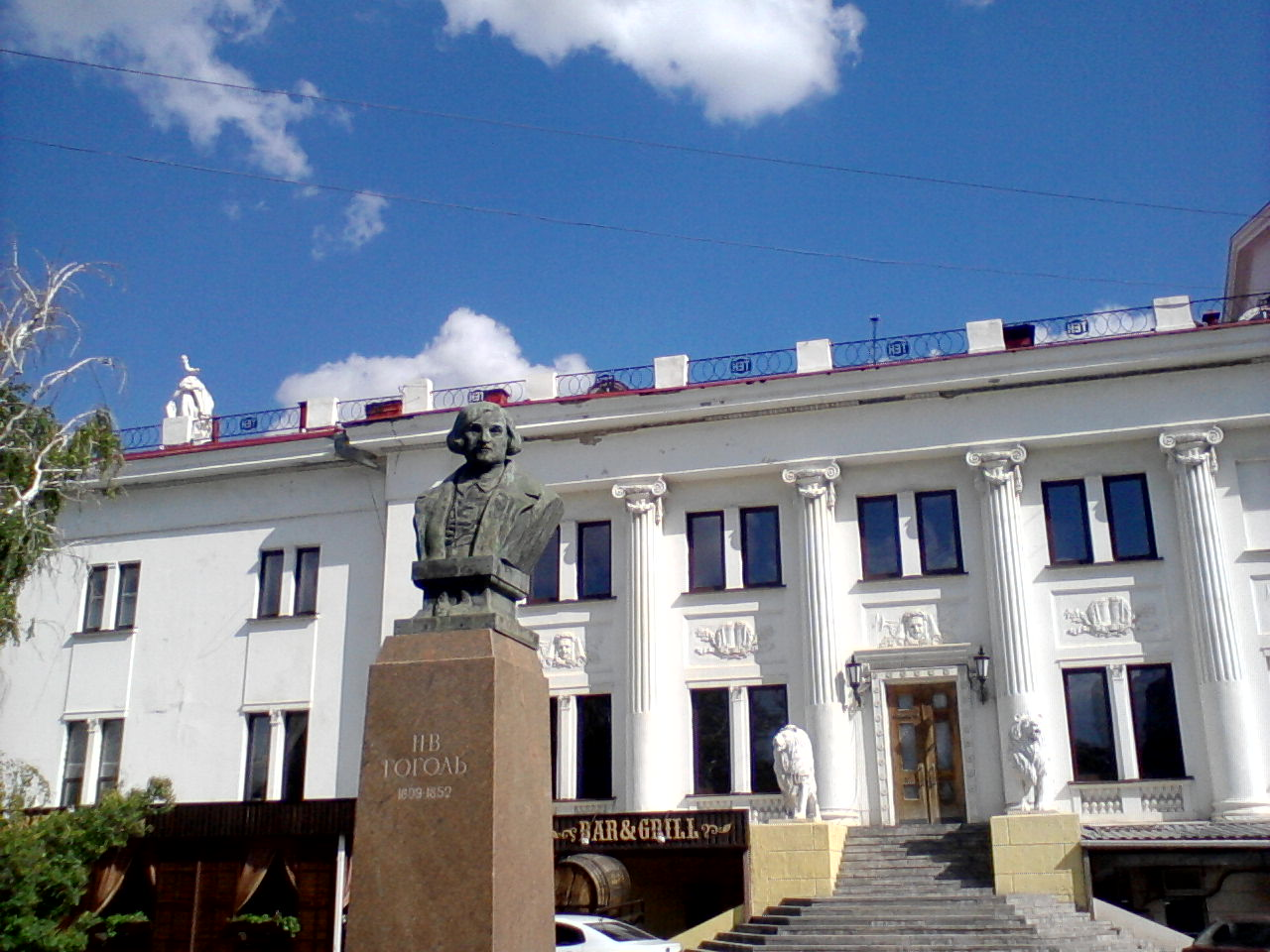
Бюст Гоголя 1910 год
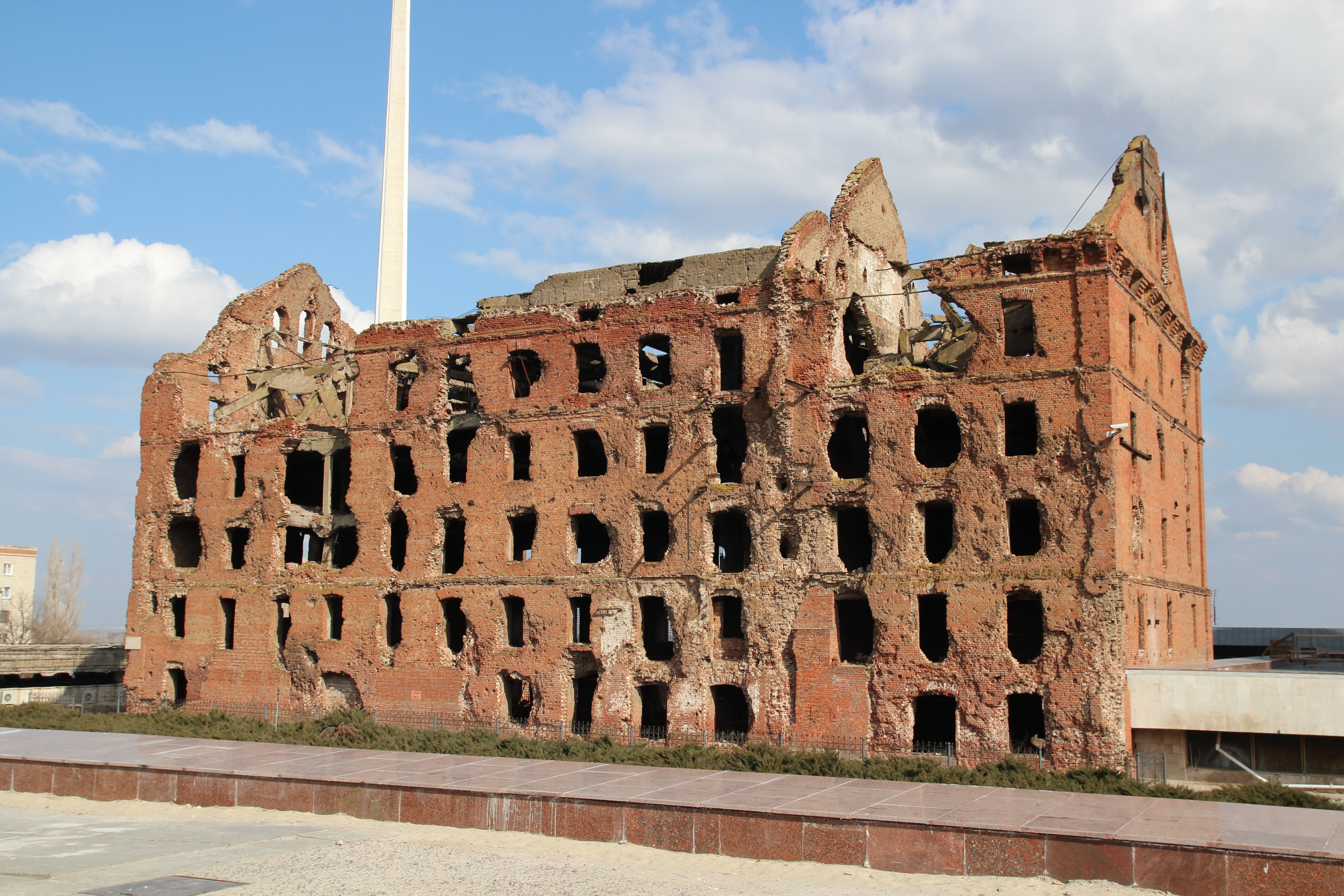
Мельница Гергардта
«Стоять насмерть».
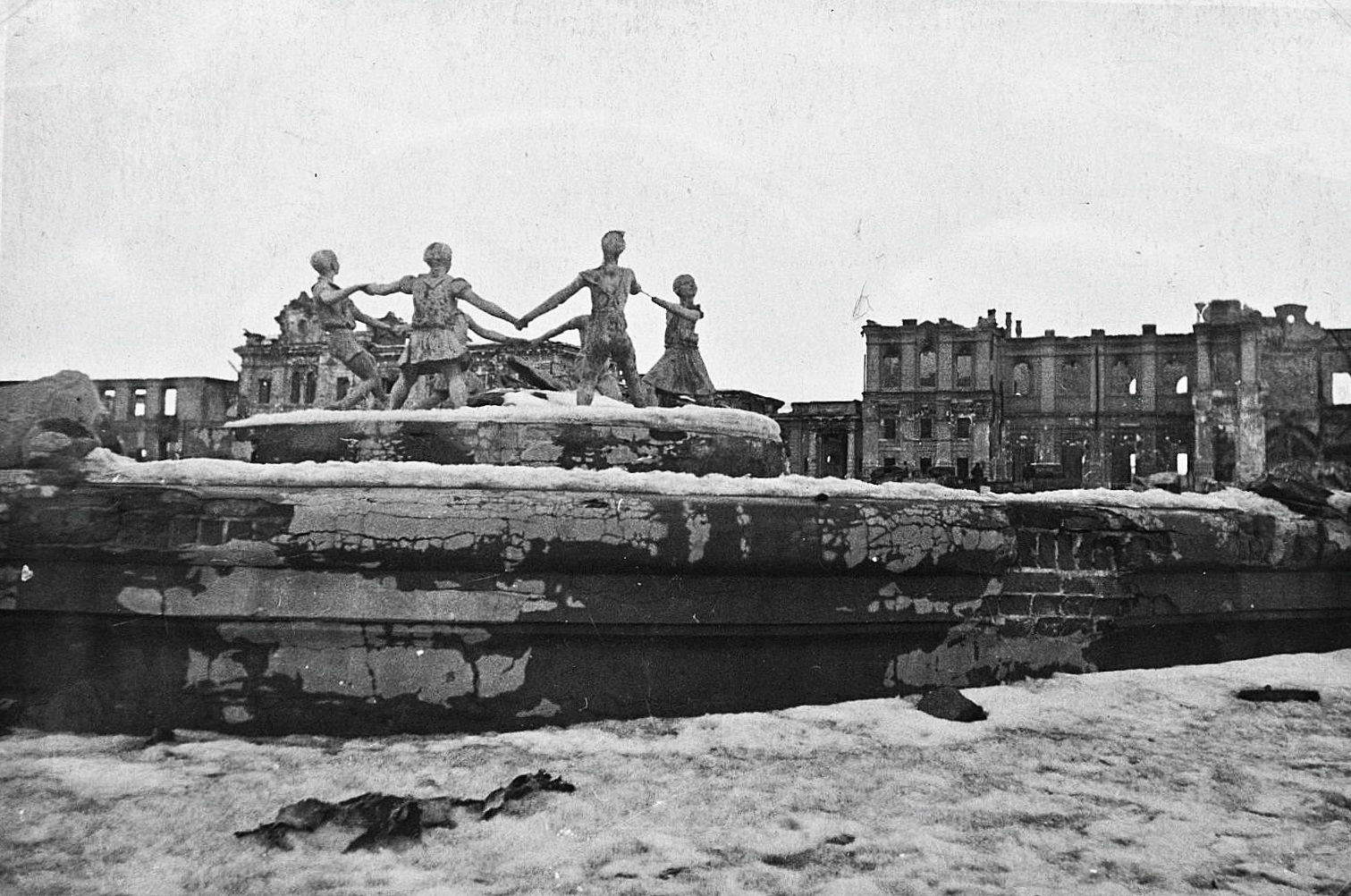
Исторический фонтан «Бармалей», 23.08.1942
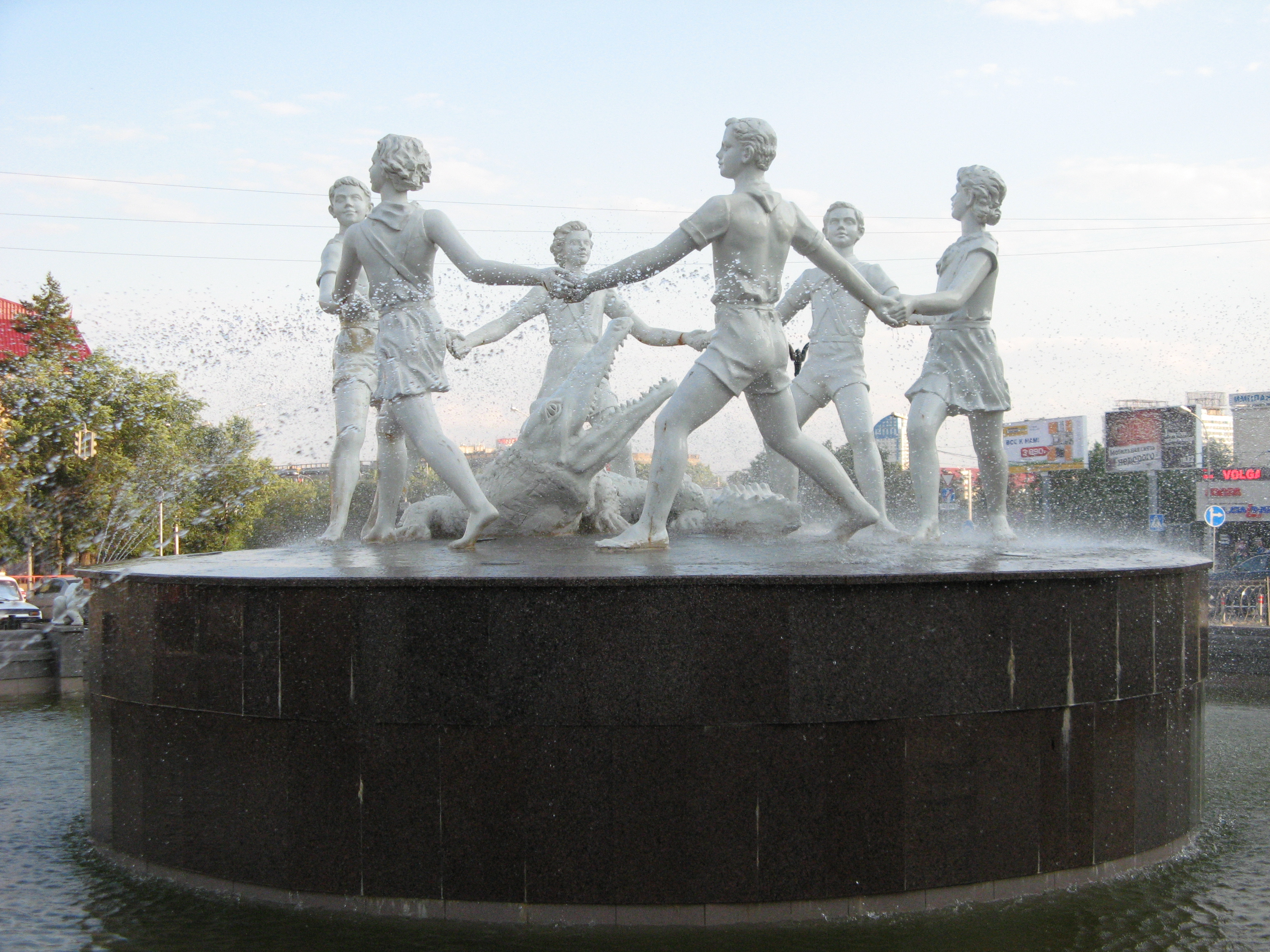
Воссозданный «Бармалей»
Памятник детям военного Сталинграда
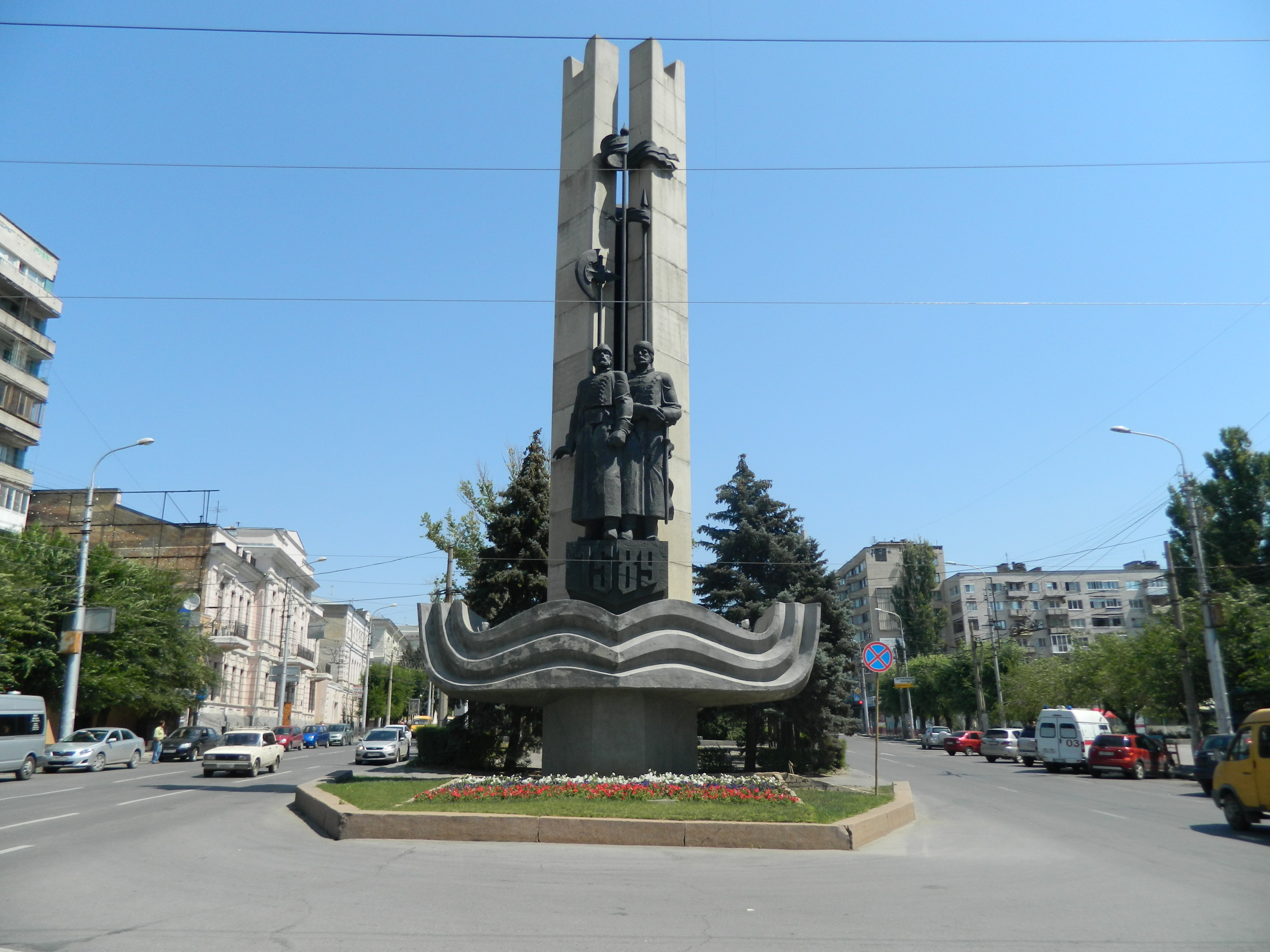
Памятник основателям Царицына
Первый воевода Царицына Григорий Засекин
«Благословение» — памятник св. Петру и Февронии
Ангел-Хранитель Волгограда
Памятник автомобилисту
Фонтан влюблённых
Фонтан «Искусство»

### Набережные и парки

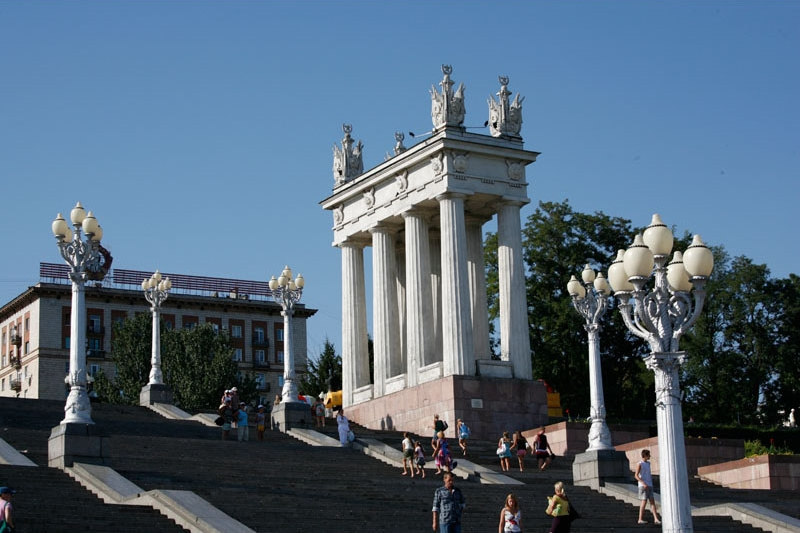
Центральная набережная

Набережные занимают не более десятой части общей протяжённости (около 60 километров) берега и чередуются с промышленными зонами. Такое положение складывалось с начала XX века, когда от центра города на север и юг стали строиться промышленные комплексы с своими рабочими посёлками. Старейшая — Центральная набережная была речным портом и торговым складом со времён основания города. В 1930-х годах на ней снесли деревянные пристани и купеческие пакгаузы, берег забетонировали, посадили деревья и цветники, проложили прогулочные аллеи. В Сталинградскую битву центральная набережная была разрушена и после войны перестроена по-другому, гораздо более монументальному проекту в стиле сталинский ампир, став одной из самых красивых волжских набережных. В Тракторозаводском, Краснооктябрьском, Кировском и Красноармейском районе также есть набережные, построенные в 30-х и 50-х годах. Тогда они были освещены, были клумбы с цветами, лавочки, стояли типовые гипсовые советские статуи. За позднесоветский период и особенно за постсоветский период эта инфраструктура была утрачена. Сейчас эти набережные стали просто бетонированным берегом, они используются для купания, занятий спортом и рыбаками, но функцию прогулочной зоны отдыха исполняет только Центральная.
Парковым отдыхом горожан городские власти стали заниматься ещё в середине XVIII века. В 1886 году открыт старейший парк города — Комсомольский сад на месте переставшего использоваться по назначению Скорбященского кладбища XVII века. Центральным парком Царицына до революции был парк «Конкордия» в пойме реки Царица — не сохранился в XX веке. В 1930-х годах возле рабочих посёлков сталинградских предприятий были заложены парки, все они пережили войну и использовались по назначению до перестройки. Сейчас их судьба различна: часть вписалась в новые реалии — там кафе и аттракционы, часть заброшены.
В 1960-х годах в Центральном районе заложен ЦПКиО — самый большой парк Волгограда. Большие свободные площади в самом центре города возникли из-за решения послевоенных властей города не восстанавливать нефтебазу (бывшую нефтебазу Нобелей), которая была разрушена в дни Сталинградской битвы, а перенести нефтеналивные работы на южную окраину города. В 90-х годах парк пережил запустение, сейчас восстановлен при содействии правительства Азербайджана и завоёвывает прежнюю любовь горожан.